# Costume traditionnel algérien

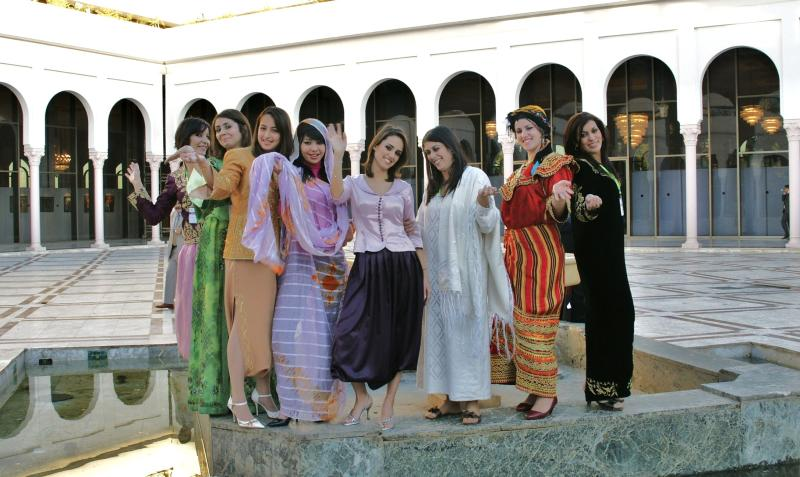
Jeunes Algériennes en costumes traditionnels du pays.

Le costume traditionnel algérien, notamment féminin, a conservé beaucoup d'éléments des temps passés : les drapés, les caftans, les broderies, les coiffes et les parures. Il représente un véritable conservatoire des influences culturelles, qui se sont mêlées à travers l'histoire.
Ce patrimoine vestimentaire, sans cesse enrichi d'apports nouveaux, offre une large palette de costumes. On peut y distinguer les costumes citadins d'Alger et ses environs, de l'Est, autour de Constantine et d'Annaba et de l'Ouest autour d'Oran et de Tlemcen ; enfin les costumes ruraux d'un vaste territoire, notamment la Kabylie, les Aurès, l'Atlas saharien, le Mzab et le Sahara profond.

## Histoire

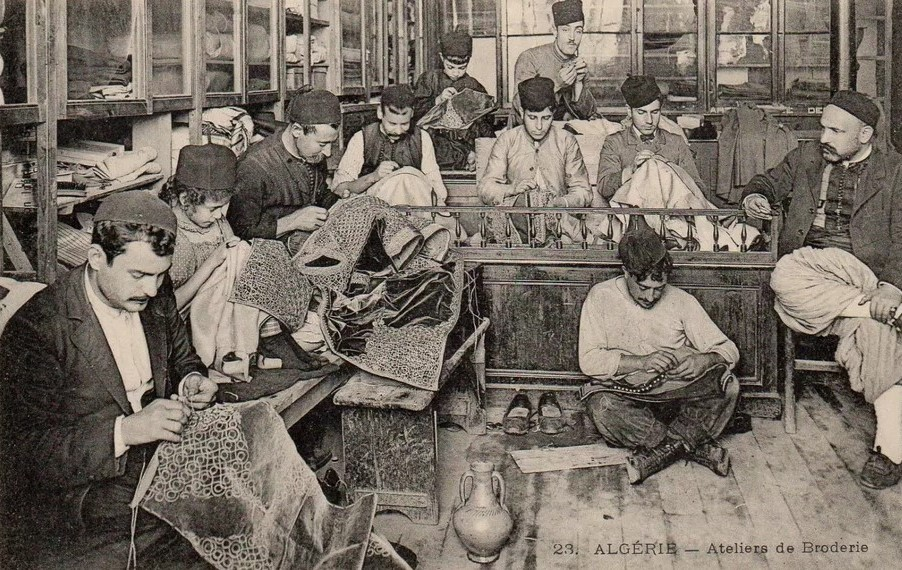
Un atelier de Broderie en Algérie durant la période coloniale.

Les costumes des femmes algériennes, soumis aux aléas de l'histoire du monde méditerranéen, ont évolué depuis trois millénaires. Leur genèse remonte à l'ère préhistorique, les pelleteries s'enveloppent autour du corps, ce costume primitif commun à toutes les régions du pays, exhibe des amulettes protectrices formées de matières disparates. Ces objets magiques prennent la forme de véritables colliers, bracelets, anneaux de chevilles, ceintures et boucles d’oreilles. Vers le IVe millénaire, les bijoux s'accordent à des pièces ornementales accrochées à des pelleteries teintées. Des coiffures ordonnées complètent le costume de l'époque néolithique. Avant la fin du IIe millénaire, l'introduction des métaux élargit la gamme des bijoux féminins. Des fibules en bronze ou en fer, attestent de l'apparition des premières formes de péplums qui emploient des tissages de laine archaïques.
L'arrivée des Phéniciens au IXe siècle et l'établissement de villes portuaires sur le littoral annoncent la division inévitable du paysage vestimentaire. L'essor des royaumes numides et l'affirmation d'une culture ouverte aux influences méditerranéennes conduisent à la naissance d'un système vestimentaire de nature citadine qui s'éloigne peu à peu de la tradition rurale. Deux archétypes de costumes vont ainsi coexister : d'une part, le costume rural, drapé et accompagné de bijoux en argent et d'autre part, le costume citadin qui comporte des bijoux en or et des vêtements cousus, taillés dans des textiles diversifiés.

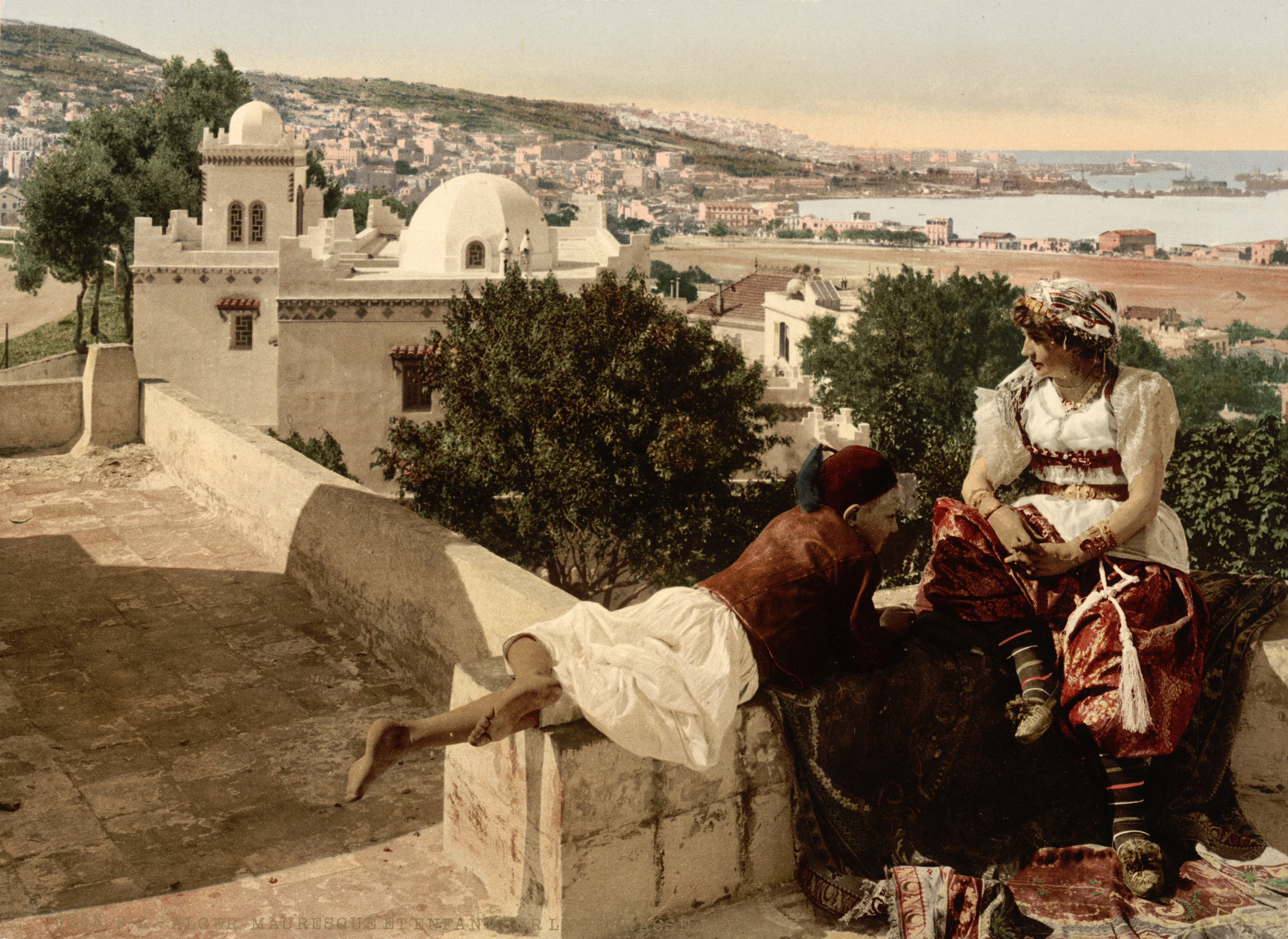
Une femme citadine et un garçon à la fin du XIXe siècle à Alger.

Cette bipartition du paysage vestimentaire algérien se perdure, mais elle n'empêche pas le maintien de liens consistants entre les deux types de costumes. Leur origine commune se devine à travers les éléments berbères qui persistent dans les costumes des villes principales et les costumes ruraux subissent l'influence assimilatrice des modes citadines. L'Andalousie et l'Orient ont considérablement influencé le costume traditionnel des grandes villes algériennes. En effet, certains vêtements peuvent passer pour un héritage de l'Al-Andalus, alors que d'autres apparaissent comme des modes levantines transplantées comme le caftan. Chaque région apporte son cachet personnel, conservant ou rejetant cet apport nouveau, gardant ou modifiant, parfois avec l'aide des nouveaux arrivants Andalous ou Levantins, le costume ancestral né bien avant leur arrivée.

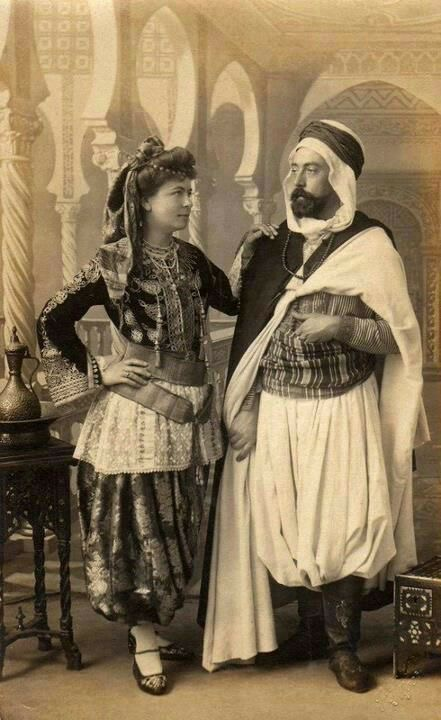
Couple en costumes algériens au XIXe siècle.

Les costumes citadins brodés, au fil d'or et parés de somptueux bijoux en or, se répartissent sur la frange septentrionale du pays : à l'Est autour de Constantine et d'Annaba où la djoubba, sous le nom actuel de gandoura se maintient, et à l'Ouest autour de Tlemcen et d'Oran dont le costume féminin est resté le plus fidèle au costume levantin ; la chachia, le caftan et les vestes djabadouli et karakou sont toujours portés lors des cérémonies. Alger se situe à la jonction de ces deux zones, car, à partir de l'époque ottomane, son costume joue un rôle primordial dans la diffusion de nouvelles tendances vestimentaires dans les autres villes d'Algérie.
Les costumes ruraux de type berbère, essentiellement formés de drapés à fibules et de parures en argent, se répartissent sur une vaste zone qui réunit les costumes des régions montagneuses, des Hauts Plateaux et du Sahara, et englobe la Kabylie, les massifs de l'Aurès et du Hoggar, les monts des Ouled-Naïl, le Djebel Amour, ainsi que le Mzab. Chacune des régions a gardé en grande partie l'habillement ancestral. Mais c'est encore dans le Sud que le costume traditionnel est le plus complet, l'apport étranger ayant été faible dans cette région.
Le voile féminin est une tradition permanente qu'on retrouve toujours dans le haïk. Autrefois, le aadjar ne se voyait qu'à Alger, mais, à partir du XIXe siècle, son usage se généralisa. Les chaussures des femmes âgées, tout en gardant l'aspect de la babouche, se modernisent depuis un demi-siècle. Pour l'homme, le burnous mentionné par Ibn Khaldoun au XIVe siècle, figure encore dans la garde-robe de nombreux Algériens. Le costume masculin en général tend vers une simplification, il adopte peu à peu la mode occidentale.

## Costume féminin citadin
| Pièce du vestiaire | Ouest                                | Centre                           | Est                                   | Illustration |
| ------------------ | ------------------------------------ | -------------------------------- | ------------------------------------- | ------------ |
| chemises           | qmedja                               | qmedja gonidra                   | qmedja                                |              |
| pantalon           | sarouel                              | sarouel                          | sarouel                               |              |
| robes              | ʿabaya blouza                        | djebba dorraa                    | djebba dorraa blouza gandoura         |              |
| ceintures          | hezama hzam                          | hezama                           | hezama m'hazma                        |              |
| jupe               | fouta                                | fouta                            | fouta                                 |              |
| manteaux           | caftan djellaba féminine             | caftan                           | caftan                                |              |
| combiné moderne    |                                      | badroun                          |                                       |              |
| vestes             | ghlila frimla djabadouli karakou qat | ghlila frimla djabadouli karakou | ghlila frimla djabadouli karakou      |              |
| draperies          | haïk ksa rda                         | haïk ksa                         | haïk ksa m'laya                       |              |
| voile facial       |                                      | aadjâr                           | aadjâr                                |              |
| coiffures          | chéchia bniqa                        | chéchia bniqa sarma              | chéchia bniqa sarma maloua            |              |
| serre-tête         | aassaba                              | aassaba                          |                                       |              |
| foulards           | ‘abrouq                              | ‘abrouq mharma                   | mharma                                |              |
| chaussures         | balgha qabqab sabat                  | balgha qabqab sabat              | balgha qabqab sabat chebrella bachmak |              |

### Centre

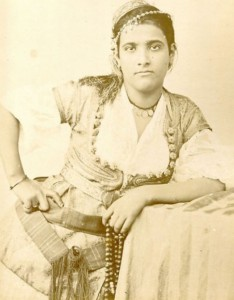
Ghlila avec son décolleté visible et chéchia hémisphérique.

Dès le XIIIe siècle, les Algéroises les plus riches sont à l'affût des nouveautés. Elles adoptent un vêtement andalou d'origine orientale : le sarouel. Les citadines ont recours au voile afin de se distinguer socialement. Désormais, elles rabattent l'extrémité de leur péplum à fibules sur la tête pour circuler en ville. Entre le XIVe et XVIe siècles, Alger qui est une ville en pleine croissance, accueille de nombreux exilés andalous. L'élite algéroise introduit dans sa garde-robe des soutanes munies de petits boutons. Alger accède au titre de capitale, le costume de ses habitantes devient la référence suprême pour les autres Algériennes.
L'afflux massif de Morisques, juifs et de migrants chrétiens de méditerranée occidentale dès le XVIe siècle, mène à l'hybridation progressive du paysage vestimentaire algérois. Les habitantes développent des formes vernaculaires de vestes et de caftans, assujettis à des fonctions signifiantes et pratiques. Ainsi, jusqu'au XIXe siècle, la tenue féminine restera imprégnée de mode levantine, dans laquelle les apports berbères et maures finiront par se fondre. Les femmes turques ou kouloughlis portaient la dorrâa venue d'Espagne, tandis que les autres citadines se vêtaient de la ghlila. La broderie algéroise traditionnelle est une des occupations de la femme à la maison.

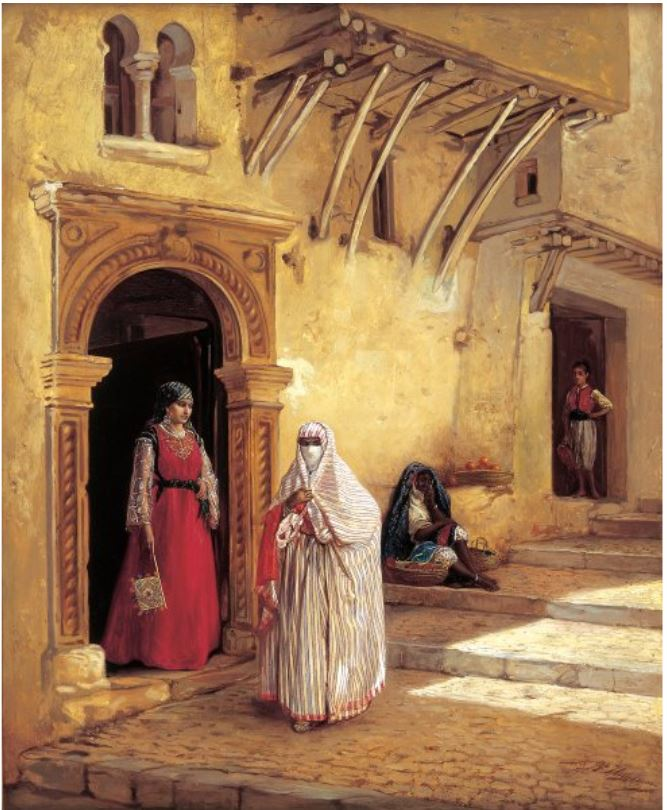
Tableau de Jan-Baptist Huysmans au XIX.

Les Algéroises les plus aisées choisissent d'allonger la ghlila non décolletée jusqu'aux chevilles, ce qui devient le caftan d'Alger. La ghlila décolletée à la levantine se cantonne dès lors au rôle de vêtement quotidien, tandis que le caftan s'impose comme un costume de cérémonie. D'abord réservés aux Algéroises les plus aisées, les femmes des couches moyennes accèdent à la ghlila et au caftan. Ils finissent par reléguer la robe-tunique, djoubba, et l'ancien péplum à fibule en laine (melhafa), aux femmes les plus humbles.
Les femmes portent des chéchias hémisphérique dotées de broderies, alors que celles des villes de l'Ouest et de l'est étaient coniques. Un bandeau soyeux appliqué sur le front appelé ‘assaba et la couronne tronconique ajourée (sarma), devient l'accessoire le plus précieux de la panoplie algéroise. Au début du XIXe siècle, deux autres dérivées vont s'introduire dans le paysage vestimentaire féminin : la frimla et la ghlila dite djabadouli, semblable à la ghlila, mais munie de manches longues fixes, portée en hiver ou en mi-saison, alors que la frimla est un minuscule gilet porté en été.

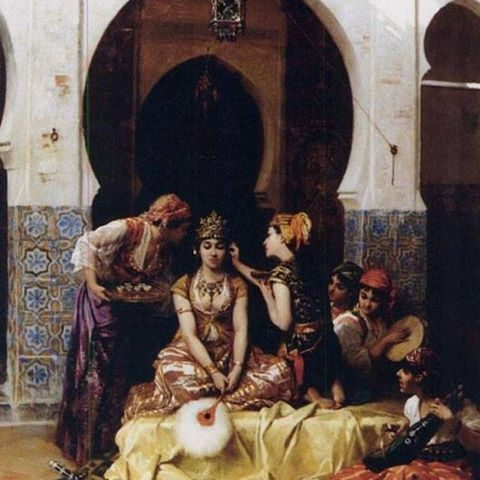
Tableau représentant un mariage à Alger.

Après la conquête française, le paysage vestimentaire est bouleversé par la raréfaction des pièces brodées au fil de soie. La ghlila et la ghlila djabadouli, deviennent désormais réservées aux costumes de cérémonie. Puis, un nouveau modèle apparaît : le karakou, qui remplace la ghlila djabadouli. La qmedja, une chemise large et courte se porte désormais au quotidien. Quant au serouel, il se rallonge, les Algéroises préfèrent le resserrer au-dessus de la cheville pour montrer leurs anneaux de chevilles, les khlakhel. Il se gonfle au point d'éliminer les deux pièces de soie rayée, la fouta et le hzam, qui deviennent réservés aux cérémonies. Un diadème appelé Khit er rouh, est destiné à devenir l'unique bijou de tête algérois du XXe siècle.
Au lendemain de l'indépendance de l'Algérie, le costume de la capitale réunit un caraco ajusté et un serouel dziri, typiquement algérois, qui se caractérise par ses longues fentes latérales. Ainsi, quelques décennies ont suffi au costume d'Alger pour opérer un remaniement complet qui aboutit à la création d'une tenue traditionnelle originale et élégante. L'ensemble, sarouel, djabadouli ou kamisoula (tunique) prend le nom de qat. Le sarouel qui fait corps avec la tunique coupée dans la même pièce d'étoffe, prend l'allure d'une robe longue et se nomme badroune. II fut adopté par les couturiers dans la seconde moitié du XXe siècle.

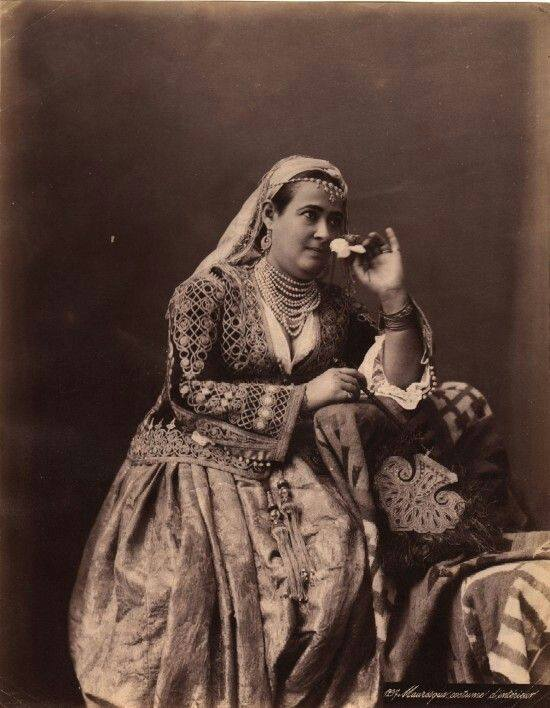
Femme en karakou et seroual.

Aujourd'hui, le sarouel porté pour les cérémonies est d'une autre teinte que celle de la tunique. Le diadème aaccaba orne encore la chevelure de l'Algéroise lors des cérémonies et des riches balgha complètent ce qui reste des somptueuses tenues anciennes. La bniqa sert parfois pour sortir du hammam, ainsi que les sandales de bois (qabqab). Les femmes qui se recouvrent pour sortir d'un haïk blanc complètent leur tenue par le 'adjar. Le caftan figure parmi les tenues portées par les mariées.
Les costumes traditionnels des villes intérieures, proches d'Alger : Blida, Médéa et Miliana, se rattachent au modèle algérois. La qualité des broderies sur toile et sur cuir blidéennes révèle l'existence de traditions vestimentaires raffinées. En revanche, les habitantes de Blida portent le haik de manière différente. Fidèles au costume de sortie de leurs ancêtres andalouses, elles continuent de le ramener sur le visage de manière à ne découvrir qu'un seul œil. Sur le littoral, l'histoire de costumes féminins métissés qui accumulent, plus facilement que leurs voisins de l'intérieur, étoffes bigarrées et parures généreuses notamment à Dellys, dans les villes maritimes de l'Ouest comme Cherchell, l'apport morisque semble encore plus déterminant. Les chaussures plates, appelées chebrella, perdurent plus longtemps à Cherchell qu'à Alger.

### Ouest

#### Tlemcen

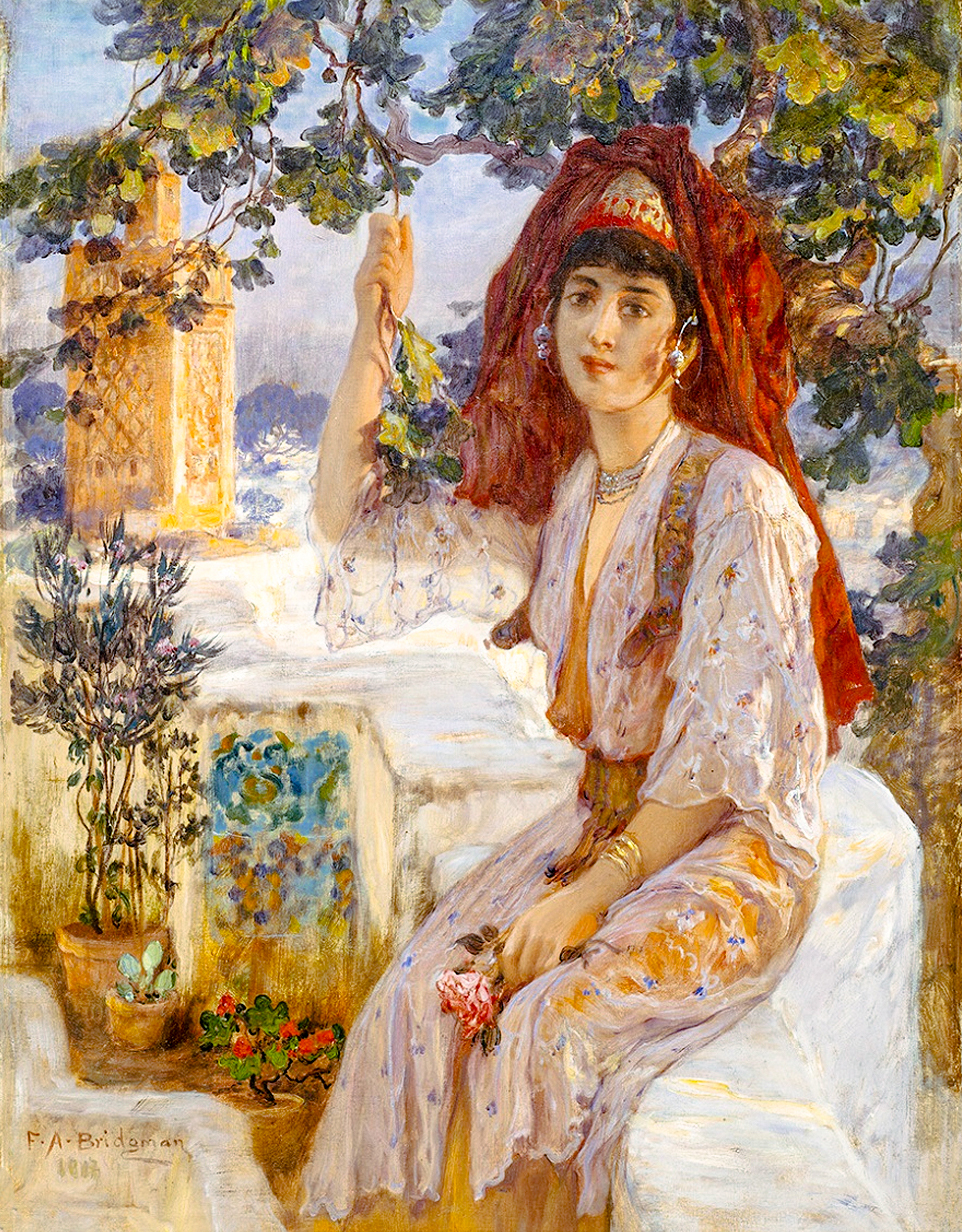
Portrait d'une jeune femme de Tlemcen au XIXe siècle avec la chéchia conique.

Les habitants de la ville de Tlemcen au riche passé ont montré et montrent encore un goût très raffiné pour l'habillement. C'est au XVIe siècle que l'art du costume sous l'influence ottomane atteint son apogée dans la cité. Tlemcen, qui fut longtemps un centre d'échanges et de productions, devait surtout sa renommée à la fabrication de tapis et de tissages de laine, entrant dans la confection des haïk et des burnous ainsi que dans la sellerie brodée. La Tlemcénienne est restée la plus traditionaliste des femmes d'Algérie. Parmi les costumes citadins algériens, seul celui de Tlemcen réussit à sauvegarder l'ensemble de ses composantes anciennes.
Sous les Zianides, la capitale Tlemcen accueille de nombreux artisans andalous et son élite imite l'habillement des familles nobles immigrées. C'est à cette époque que la robe tunique en soie, appelée 'abaya, qui équivaut à la joubba de l'Algérie orientale, est introduite, ainsi que la coiffe conique, deux concepts que les Tlemcéniennes vont désormais partager avec les Constantinoises. L'insertion des pantalons appelés sarouel, portés sous la abaya date également de cette période.
Le haïk se greffe au costume de sortie, il est tissé avec des fibres de laine et de soie, il s'exporte bien au-delà des frontières du royaume zianide. Les femmes le referment sur le visage en ne concédant qu'une petite ouverture devant l'un des deux yeux. Cette coutume serait elle aussi originaire d'Al-Andalus. Ce haïk appelé ksa, était porté de la même façon dans le reste de l'Oranie.

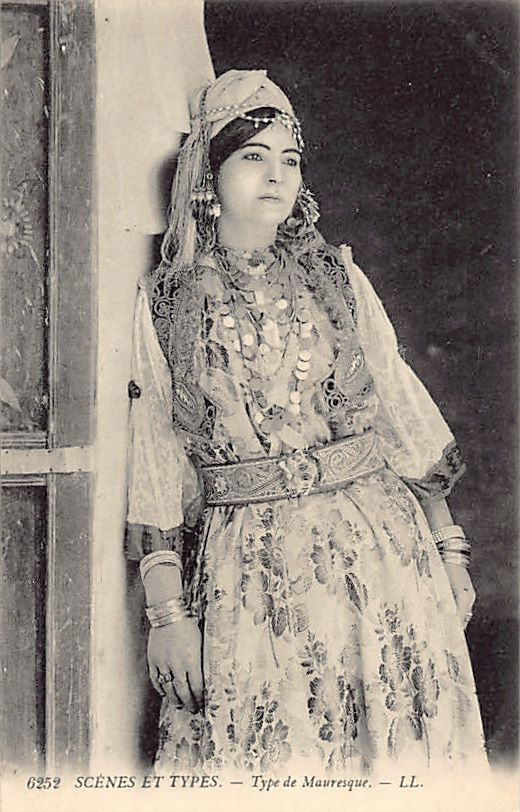
Femme portant une abaya et une frimla.

Si l'essentiel des vêtements et des accessoires se transforment sous l'influence des modèles andalous, descendants des costumes syriens, il n'en demeure pas moins que le costume féminin de Tlemcen garde des traces de son passé berbère : le pagne, appelé fouta, et le péplum à fibules, appelé melhafa. La melhafa est fabriquée d'une soierie de type mensoudj au fond clair, parcouru de rayures en or. Tlemcen est parvenue à sauvegarder ces deux pièces tissées manuellement par les artisans de la soie, les harrar.
Durant la période ottomane, la nouvelle capitale, Alger, a gardé des liens particulièrement forts avec Tlemcen, sa tenue intègre de nouveaux éléments vestimentaires tels que des caftans en velours et des vestes. La melhafa se retire progressivement du costume quotidien et n'apparaît plus qu'à l'occasion des mariages, superposée au caftan. Le caftan se décline en deux versions : le premier, fidèle au modèle oriental original, atteint les chevilles et utilise une quantité importante de velours, tandis que le second se raccourcit jusqu'aux genoux. Ce caftan court appelé caftan esdder (« du buste »), se démarque de la ghlila d'Alger par l'absence de décolleté profond.
Vers la fin du XVIIIe siècle, d'autres formes de veste s'introduisent : le qat qui découle de la ghilla djabadouli algérois, ainsi de la frimla, corselet de soie brodée d'or, sans manches, puis vint le karako. Les manches du jabador ou du qat tlemcénien s'agrémentent ainsi de lentes bordées de passements dorés et de boutons de nacre, ces broderies sont réalisées suivant la technique de la fetla. Le costume nuptial du XXe siècle comporte toujours la lebsat el arftan. Elle s'organise autour du caftan hérité de l'époque ottomane, et accumule en outre des pièces d'origines diverses, telles que le fouta et le rda, la tunique et la coiffure médiévales.

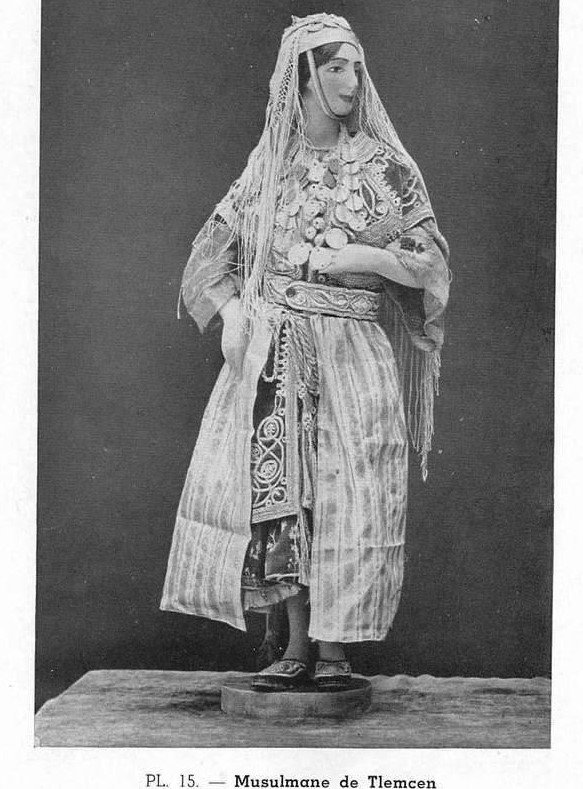
Lesbsat Arftan, ou tenue du caftan.

À la fin du XIXe siècle, la abaya était encore similaire à la djoubba constantinoise. Au début du XXe siècle, on trouvait le modèle abaya mdjounah dépourvu de manches et fait de satin broché d'or. C'est à cette époque que la abaya se détache de la djoubba ; un modèle nouveau qui dissimule la moitié supérieure de chaque bras sous une petite manche ballon voit le jour. Le nom attribué à cette abaya moderne est blouza, la métamorphose de la abaya s'observe aussi au niveau du tissu de la robe et de la forme de la chemise qu'elle surmonte. La blouza des dernières décennies du XXe siècle s'éloigne davantage de son ancêtre dont elle retient surtout le principe du plastron rigide. Toutefois à Tlemcen, le succès de la blouza ne nuit pas au costume nuptial traditionnel qui conserve sa panoplie complexe de vêtements anciens.
Depuis déjà fort longtemps, la femme de Tlemcen revêt assez souvent pour sortir, au lieu du haïk, la djellaba féminne, tandis que le ajar dissimulait le visage. Une pièce d'étoffe (rda) de laine ou de lin, sans ourlet, sans couture est portée à certaines occasions. La bniqa est encore utilisée aux bains, une longue bande de soie appelée abrouq est attachée sur la chêchia les jours de fête.
La mariée porte deux sortes de diadèmes jbin et zerouf. Elle recouvre ensuite sa poitrine de très nombreux colliers dont la cherka composé de plusieurs fils qui soutiennent des pièces d'or ou des coraux. Nous trouvons également le collier de soie décorée de perles, le khit-ed-djouher, qui serre son cou, tandis que descendent assez bas vers la taille les sautoirs d'or : krafach et meskiya.

#### Oran et les autres villes

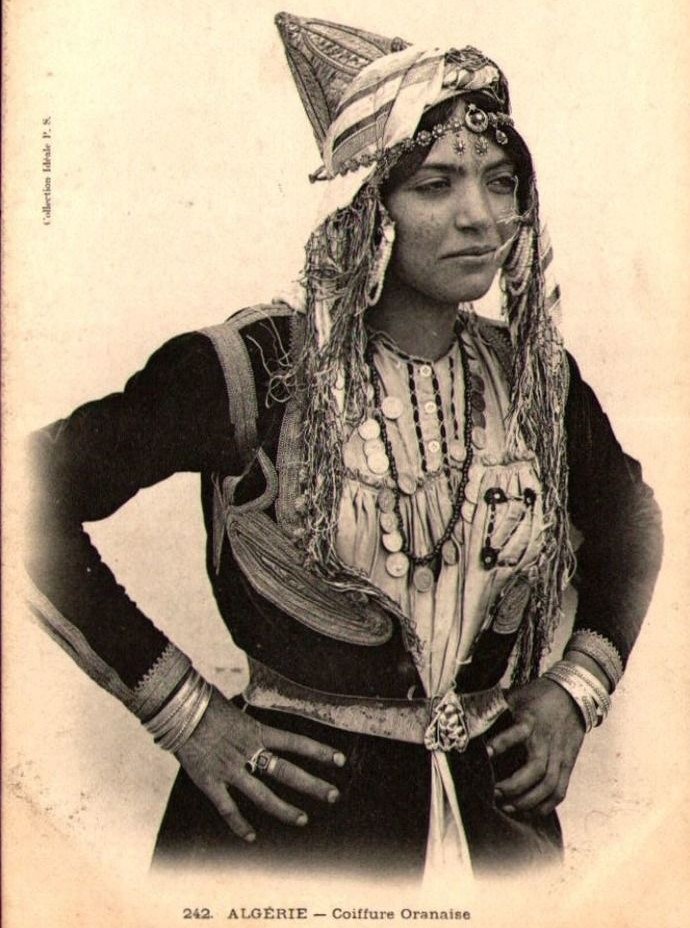
Femme oranaise du XIXe siècle en djabadouli et chéchia conique.

L'histoire du costume citadin en Algérie occidentale découle de l'addition de plusieurs histoires locales, parfois focalisées sur des périodes et des courants culturels distincts. Les costumes d'Oran présentent beaucoup d'analogies avec ceux de Tlemcen.

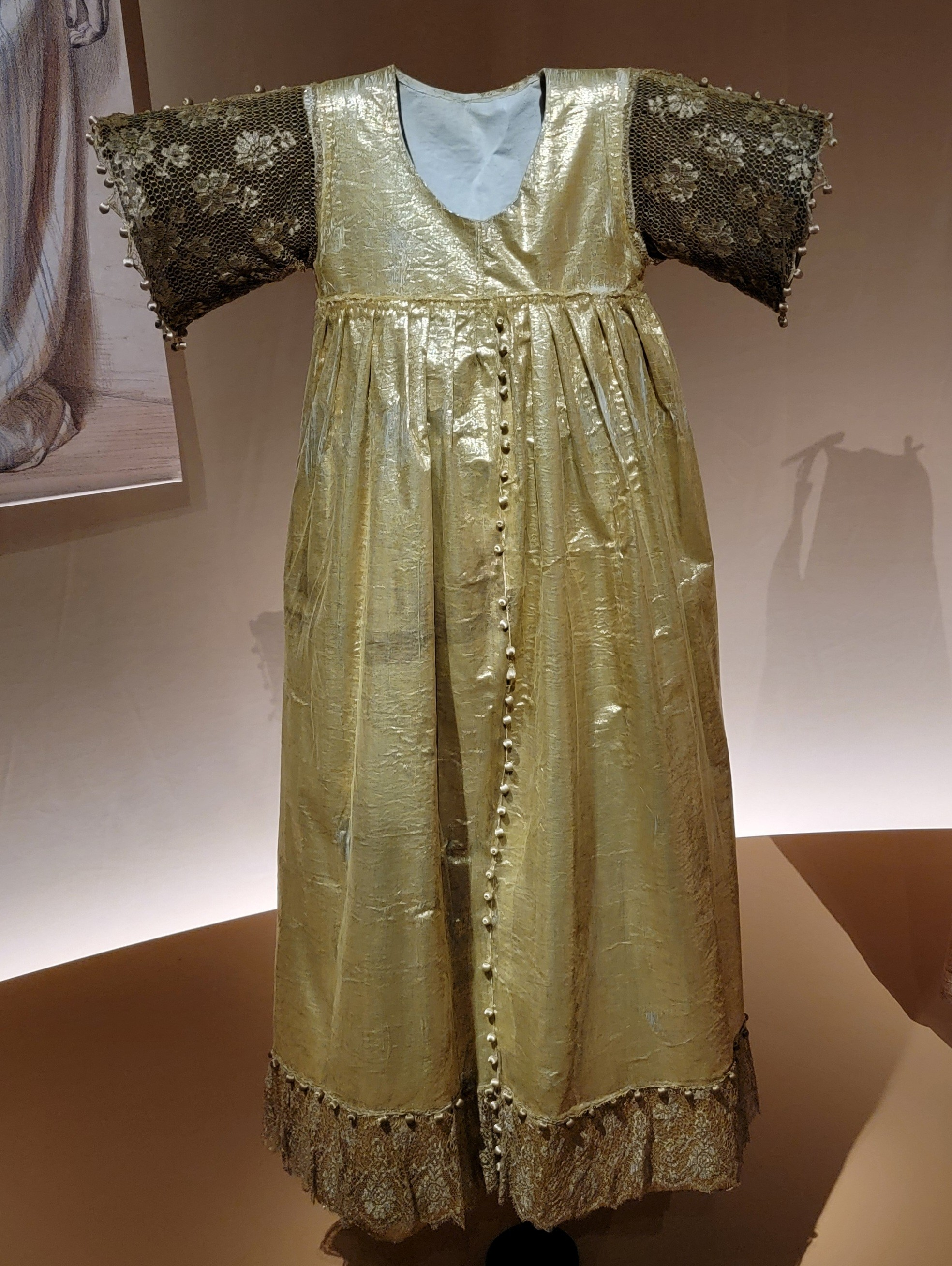
Robe de mariée oranaise, fin du XIX.

Au XVIIe siècle, le costume d'Oran, alors sous occupation espagnole semble marginal par rapport à ceux d'autres villes d'Algérie. Après le rattachement de la ville à la Régence d'Alger, le transfert de familles notables citadines, véhicule des habitudes vestimentaires encore méconnues à Oran. À l'aube du XIXe siècle, le caftan de velours brodé au fil d'or figure dans le costume de fête, en particulier dans la tenue nuptiale. Les autres vêtements ouverts qui couvrent la chemise et la robe-tunique portées au quotidien s'alignent sur leurs voisins de Tlemcen à l'instar de la frimla, ainsi que les accessoires en velours, babouches et coiffes coniques.
La colonisation française mène d'abord à une pénétration plus marquée des modes algéroises. Puis à la fin du XIXe siècle, des mariées musulmanes portent un caftan de velours et une somptueuse robe de soie mêlée de fils d'or. Ce caftan original à la coupe cintrée et aux broderies figurant des oiseaux et des tiges feuillues parmi des motifs végétaux stylisés, plus anciens, témoignent sans doute de l’influence de la mode européenne. Toutefois, cette tradition, finit par s'effacer avant le milieu du XXe siècle.

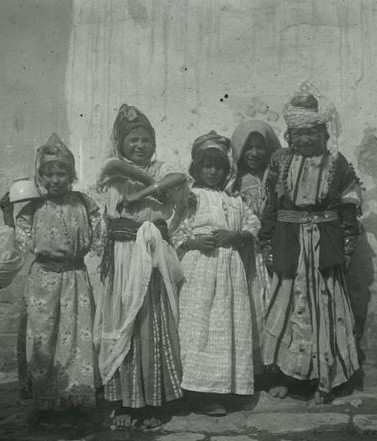
Fillettes de Mascra, du début du XX.

L'alternative choisie par les Oranaises est celle de la blouza, les blouzas des villes d'Oran et de Tlemcen vont évoluer simultanément. Aujourd'hui, les concepteurs oranaises réinventent des motifs de broderies et des assemblages de perles de passementerie pour façonner des plastrons qui s'accordent harmonieusement aux dentelles ou aux soieries polychromes de la blouza.
Les deux cités historiques, Mostaganem et Nédroma, conservaient encore le costume féminin ancien lors de la conquête française. Les tuniques traditionnelles et les parures témoignent d'un riche passé médiéval notamment à Nédroma qui était célèbre depuis le XVIe siècle pour la qualité de la fine toile de coton et du lainage de ses ateliers. Puis, le costume de fête s'oriente vers le modèle de la blouza en supplantant les robes et les caftans de jadis.

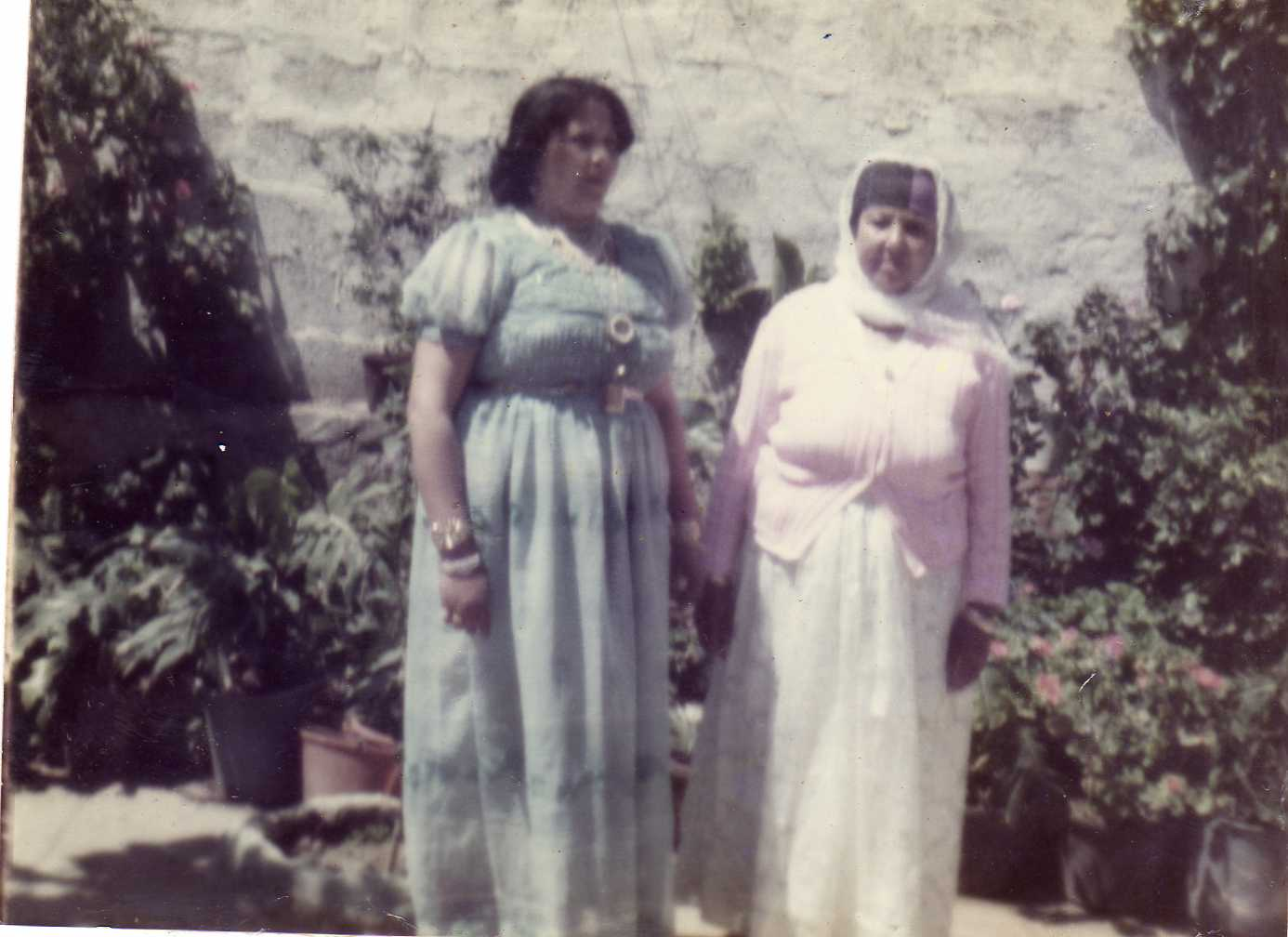
Femmes en blouza des années 1980 à Oran.

Ancienne capitale du Beylik de l'Ouest, Mascara se distingue par une histoire du costume qui se concentre essentiellement autour de la période ottomane, elle avait par conséquent, des liens rapprochés avec Alger, le caftan et toutes les formes de vestes et de gilets d'inspiration levantine y parviennent plus aisément que dans les autres villes de l'Ouest. À la suite des événements de la conquête coloniale, la ville subit un déclin important, la blouza est alors accueillie, encore plus favorablement, par les habitantes du Mascara moderne.
À Ténès, le costume qui s'imprègne très tôt des modes andalouses, subit l'influence des modes morisques puis turques. Plus tard, les habitantes se convertissent simultanément au karako d'Alger et à la blouza de l'Oranie.

### Est

#### Constantine
Durant l'Antiquité, des amples tuniques, des peplos à fibules et des voiles drapés dominent à Constantine. Sous les Byzantins, la ville connaît un enrichissement du patrimoine vestimentaire et des parures qui se poursuit après leurs départs. Au début de la période islamique, l'orientalisation des costumes citadins se manifeste par l'émergence d'un style décoratif plus floral et plus abstrait. Le costume de Constantine ne subit pas de réelles transformations pendant la période médiévale, si ce n'est par l'exploitation d'une variété toujours plus grande de lainages et de soieries. Il est similaire aux costumes des nouvelles capitales des Zirides puis des Hammadites, toutes situées en Algérie orientale. Puis les modes andalouses influencent les costumes locaux.
Les robes de l'élite se distinguent alors par la préciosité d'un élément décoratif qui perdurera au cours des siècles suivants : le plastron placé entre l'encolure et la poitrine et doté d'arabesques brodées au fil d'or ou d'argent. À la suite de la Reconquista et de l'installation des exilés andalous entre le XIVe et XVe siècles, les emprunts aux costumes de cette nouvelle composante de la population finissent par modifier l'allure des Constantinoises. La robe-tunique dépourvue de manches, dite djoubba ou djebba, juxtapose souvent deux coloris contrastés qui divisent le vêtement symétriquement dans le sens de la longueur. Elle devient plus élaborée et prend l'allure d'une robe et non d'une tunique. Cette robe est mentionnée au XVIe siècle par Léon l'Africain, elle est attestée également dans sa forme bi couleur au XIXe siècle et au début du XXe siècle par Georges Marçais.

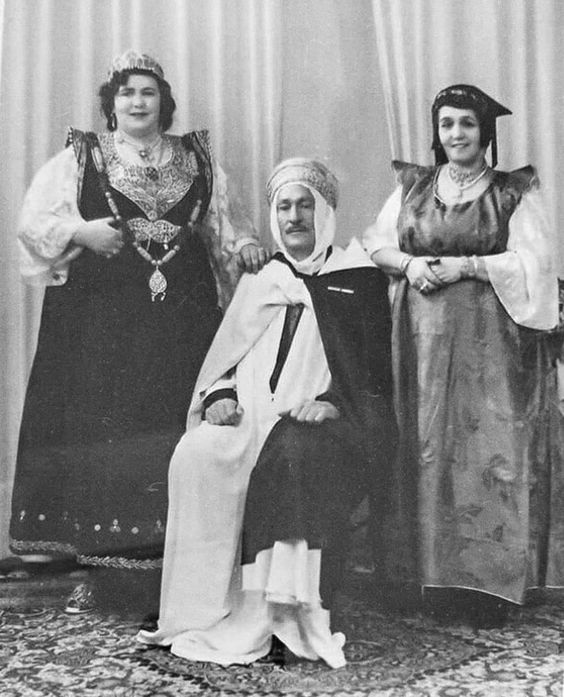
Deux femmes de Constantine vêtues en gandoura dans les années 1930, celle à gauche porte le collier skhab et celle à droite une chéchia inclinée.

Une ceinture de brocart ou de soie rayée retient la robe au niveau de la taille. La coiffe rigide, pointue, couverte de broderies, appelée chéchia devient indispensable. La diffusion des premiers velours date du XVe siècle. Durant la période ottomane, l'influence des costumes levantins qui pénètre par le biais d'Alger, occasionne une série non-négligeable de mutations. Le caftan est ainsi introduit à l'instar d'autres villes algériennes.
Toutefois, le costume des Constantinoises, semble plus statique que celui de la capitale. La chemise de dessous, avec ses manches enrichies de dentelles, la djoubba ou gandoura unie ou bicolore, la chéchia pointue et la majorité des composantes vestimentaires et des bijoux maintiennent leurs formes anciennes. Seul le caftan fait exception puisqu'il s'allège et s'inspire du modèle algérois et devient la pièce la plus prestigieuse. Les broderies apparaissent sur une panoplie de coiffes, voiles, voilettes, foulards, mouchoirs, écharpes et étoles. Parmi les pièces brodées, le voile nuptial, appelé abrouq, conserve un statut privilégié, il est déposé sur la pointe de la chéchia conique qui est posée sur un fichu soyeux blanc, la meherma. Cette chechia était inclinée et recouverte de sultanis ou de louis d'or.
Au XIXe siècle, apparut la frimla analogue à celle portée par d'autres citadines. Ce petit bustier mis sur la robe était à manches courtes. II y a eu deux autres vestes : la ghlila et le karako, en velours brodé pour les cérémonies. La ghlila de Constantine avait de longues manches, contrairement à celle d'Alger qui n'en avait pas et s'apparente au djabadouli.
La bniqa de Constantine se nommait qardoun ou maloûa selon qu'elle était portée à l'intérieur ou à l'extérieur du hammam ; le ruban qardoun des autres Algériennes devenait en cette ville aaçama. Parmi les bijoux portés : un collier imposant, le skhab formé de perles d'ambre et d'un pendentif en or filigrané, appelé meskia. Les bagues, les fins bracelets en or (messaïs) et d'autres bracelets, ainsi que la paire d'anneaux de chevilles en or ciselé (rdif), restent indispensables. II existe d'autres colliers anciens : le khit er rouh et la cherka, un collier disparu constitué de franges de louis d'or ou de sultanins retenus à des fils jaunes. Sur la tête, se portent deux diadèmes (djbin et tadj).

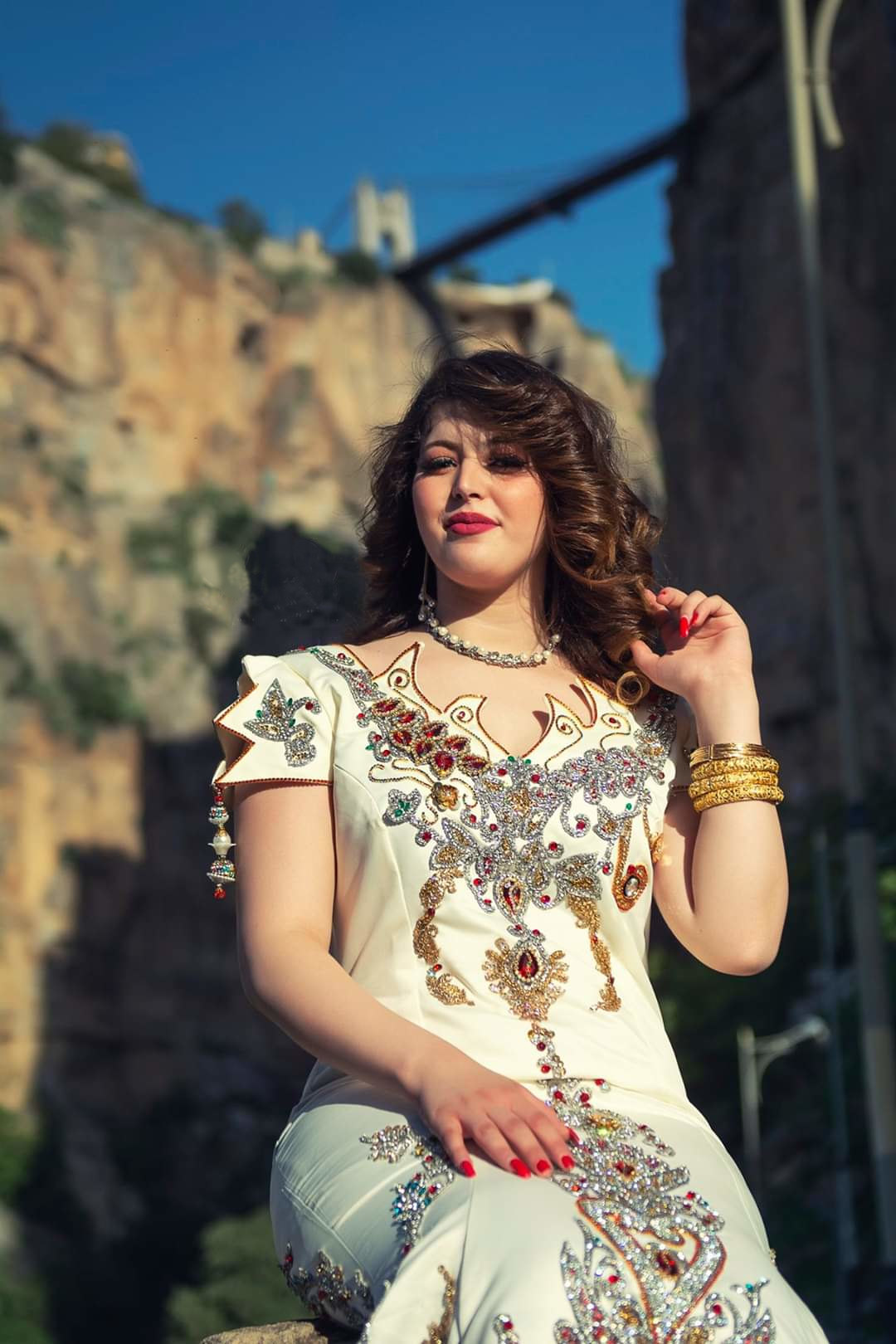
Un des modèles de la gandoura.

Au XIXe siècle, les femmes choisissent noircir leurs voiles, en signe de deuil, après la défaite de 1837, ou avant à la suite de la mort de Salah Bey selon d'autres sources. Ce voile constantinois, appelé m'laya, se distingue dès lors de ses contemporains algériens, il était accompagné du aadjar. La djoubba, qui remplit toujours la fonction de pièce centrale du costume, s'élargisse vers le sol sous l'influence des modes françaises.
Au cours du XXe siècle, la gandoura qatifa devient le principal représentant du costume traditionnel de fête, avec son plastron couvert de rinceaux et de motifs floraux brodés au fil d'or et ses manches soulignées de fines broderies. Grâce à sa forme évasée vers le bas, cette robe en velours peut accueillir des broderies abondantes. Elle reproduit des motifs végétaux et reprend la technique du fil tiré (medjboud). Cette dernière sert à réaliser des motifs pleins, similaires à ceux habituellement réservés aux accessoires couverts de velours, comme les coiffes coniques, les babouches et les chaussures.
L'encolure est, très souvent en forme de cœur, encadrée d'un long plastron qui descend jusqu'à mi-corps. Les broderies sont plus ou moins importantes dans le bas de la robe. La robe est également garnie de ceinture, parfois de velours brodé d'or ou d'argent, ou bien de pièces d'or. L'établissement de la formule moderne de la tenue traditionnelle constantinoise reste l'œuvre de Fergani, c'est pourquoi elle lui doit son nom actuel, djebbet fergani (djoubba de Fergani). Cette robe persiste et influence l'évolution des costumes féminins de toute l'Algérie orientale.

#### Annaba et les autres villes

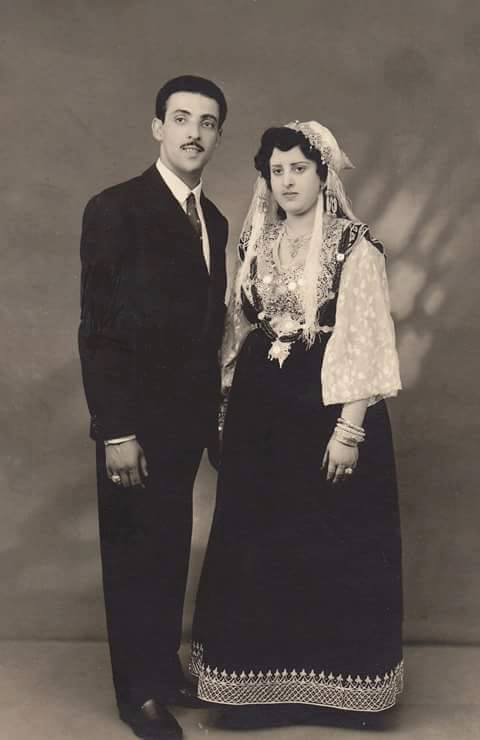
Ancienne Djebba d'Annaba.

La région d'Annaba dispose d'une histoire longue et plurielle qui stimule l'émergence d'un art vestimentaire élégant, son costume traditionnel est proche de celui de Constantine. Le Moyen Âge coïncide avec l'introduction d'une plus grande gamme de tissus, de vêtements et d'accessoires. Au début du deuxième millénaire, le paysage vestimentaire bônois se rapproche à la fois de celui des villes tunisiennes et de celui de Béjaïa dont elle profite de l'essor de l'artisanat de luxe de cette dernière. II est difficile de mesurer que si l'apport andalou puis ottoman a pu se manifester au sein des costumes locaux par voie directe, ou bien par voie indirecte, via Constantine ou d'autres capitales.
Au début de la période ottomane, les robes bônoises ressemblent en toute probabilité à leurs contemporaines constantinoises, de même que les caftans de velours, les coiffes pointues et les bijoux. Toutefois, certaines broderies attestent un art vestimentaire propre à la ville. Elles semblent perpétuer un style décoratif qui appartient à un répertoire méditerranéen commun. Les robes locales aux pièces en toile enrichies de borderie au fil de soie cohabitent avec les robes de style constantinois aux plastrons brodés dorés ou argentés. Cette mixture de toile de lin et de velours de soie persiste au XIXe siècle. Les manches de tulle brodé de la gandoura étaient particuliers.

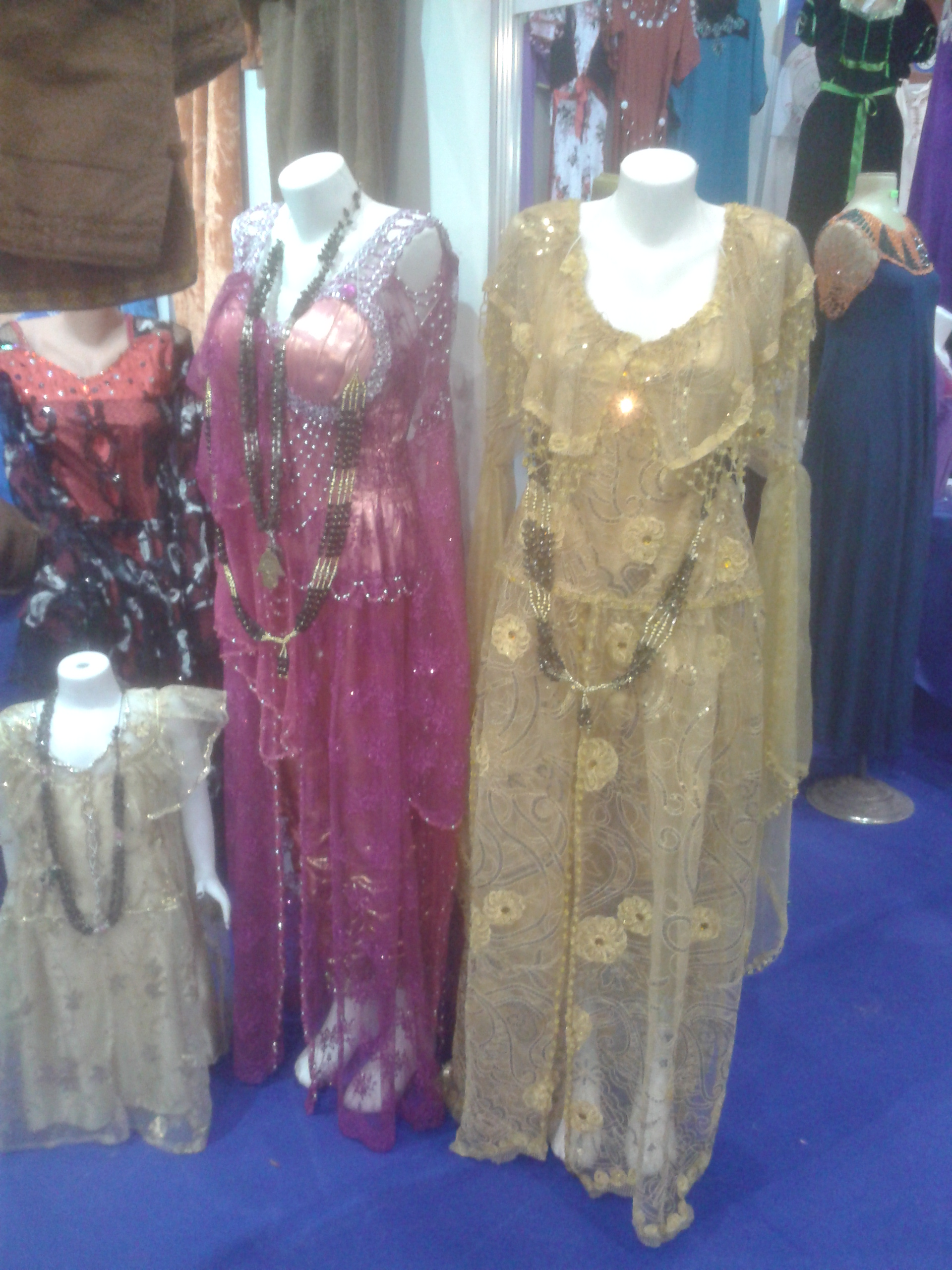
Robes sétifiennes

Au XXe siècle, la ville reste ouverte à l'influence simultanée du costume traditionnel de Constantine, et de celui de la capitale nationale, Alger notamment par l'introduction de la jebba Fergani et du khit er rouh. La mariée d'Annaba revêt encore parfois le melh'afa, de satin broché et de teinte claire. Sa coiffe conserve la dlala, une pièce en velours, généralement rouge ou bordeaux couverte de sequins, de disques en or jaune et de perles baroques, placée à hauteur du front. Comme à Constantine, la chéchia pointue en velours garni d'arabesques brodées, se porte inclinée.
Entre Constantine et Alger, des villes situées pour la plupart sur la côte dont Béjaïa, Skikda et Jijel, plus rarement sur les plateaux de l'intérieur, comme Sétif, abritent des costumes dignes des métropoles. L'influence persistante de Constantine stimule le goût des Sétifiennes. Les jours de fête, elles se parent de chemises aux manches brodées, de robes soyeuses soulignées de motifs dorés et de joyaux ajourés d'inspiration citadine.

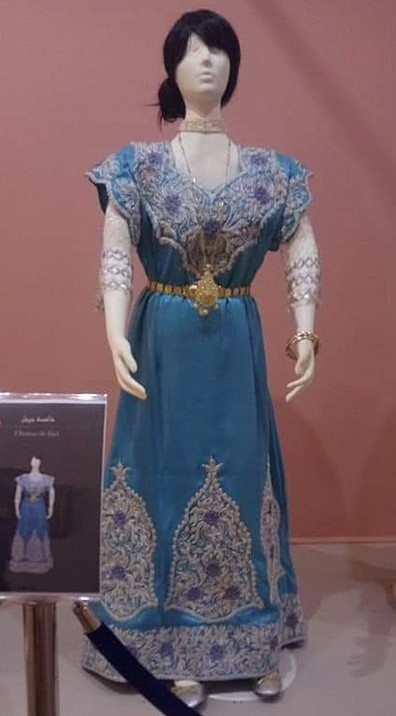
Le costume traditionnel de Jijel.

L'originalité du costume traditionnel sétifien réside dans la fusion d'éléments empruntés au style constantinoise avec certaines réminiscences de la parure aurésienne. Une caractéristique commune à plusieurs costumes de l'Est, en particulier dans les agglomérations, situées entre le sud de Constantine et le nord du massif de l'Aurès, telles que Souk Ahras, ou Batna. Les Sétifiennes comme les rurales, portent encore au quotidien des gandouras lavables sans ornements.
Malgré l'exode rural, l'acculturation se concrétise en faveur des costumes citadins. Seule Béjaia fait peut-être exception, son costume actuel semble un peu marginal par rapport à celles des autres villes maritimes. Durant la colonisation française, sa population est formée essentiellement de familles originaires des monts de Kabylie environnants. À partir du milieu du XXe siècle, les robes kabyles et les bijoux en argent se propagent dans la ville. Elles côtoient des robes de type citadin ornées de broderies dorées, ultimes héritières du costume d'antan.
Les costumes de Jijel et de Skikda, maintiennent leurs traditions vestimentaires citadines grâce à la proximité et à l'influence prépondérante de Constantine et s'apparentent aussi à celui d'Annaba. Dans les années 1960, certaines femmes de la région de Collo, portaient encore le caftan sous leur gandoura, ne laissant apparaître que les mancherons. Ainsi, dans l'Algérie orientale du XXe siècle, le faste costume de Constantine continue à stimuler l'évolution des 
costumes traditionnelles d'une multitude de villes provinciales, même les agglomérations situées en bordure du massif aurésien ou du Sahara.

## Costume féminin rural
| Pièce du vestiaire         | Kabyle                                                  | Aurésienne                   | Mozabite                        | Illustration |
| -------------------------- | ------------------------------------------------------- | ---------------------------- | ------------------------------- | ------------ |
| chemises                   |                                                         | qmedja                       | qmedja                          |              |
| pantalon                   |                                                         |                              | sarouel                         |              |
| robes                      | akhellal tajellabt djebba/taqendourth timelheft taksiwt | elhaf melehfa tajbibt blousa | timelhefa gandoura/abaya blousa |              |
| ceintures                  | aggus , tisfifin                                        | aggus                        | aggus                           |              |
| jupe                       | fouta                                                   |                              |                                 |              |
| caps ou châles ou manteaux | dhil burnous                                            | tajdid ketaf                 | khomri tajerbit                 |              |
| draperies                  |                                                         |                              | haïk                            |              |
| coiffures, foulards        | amendil tabniqat agennour                               | ‘abrouq                      | ‘abrouq mharma                  |              |
| chaussures                 | abachmaq, sabat, arkassen                               | balgha, arkassen, fertala    | sabat, tarchast                 |              |

### Aurès
Difficile d'accès, le massif des Aurès se distingue par la permanence de formes vestimentaires et de parures vernaculaires peu impactées par les influences étrangères. Ainsi, le péplum à fibules, appelé elhaf, perdure dans les villages de l'Aurès plus longtemps que dans les autres régions montagneuses de l'Algérie. Si le costume aurassien peut subir diverses modifications selon la saison, l'âge, et le village où il est porté, ses traits généraux restent identiques dans tout le massif.

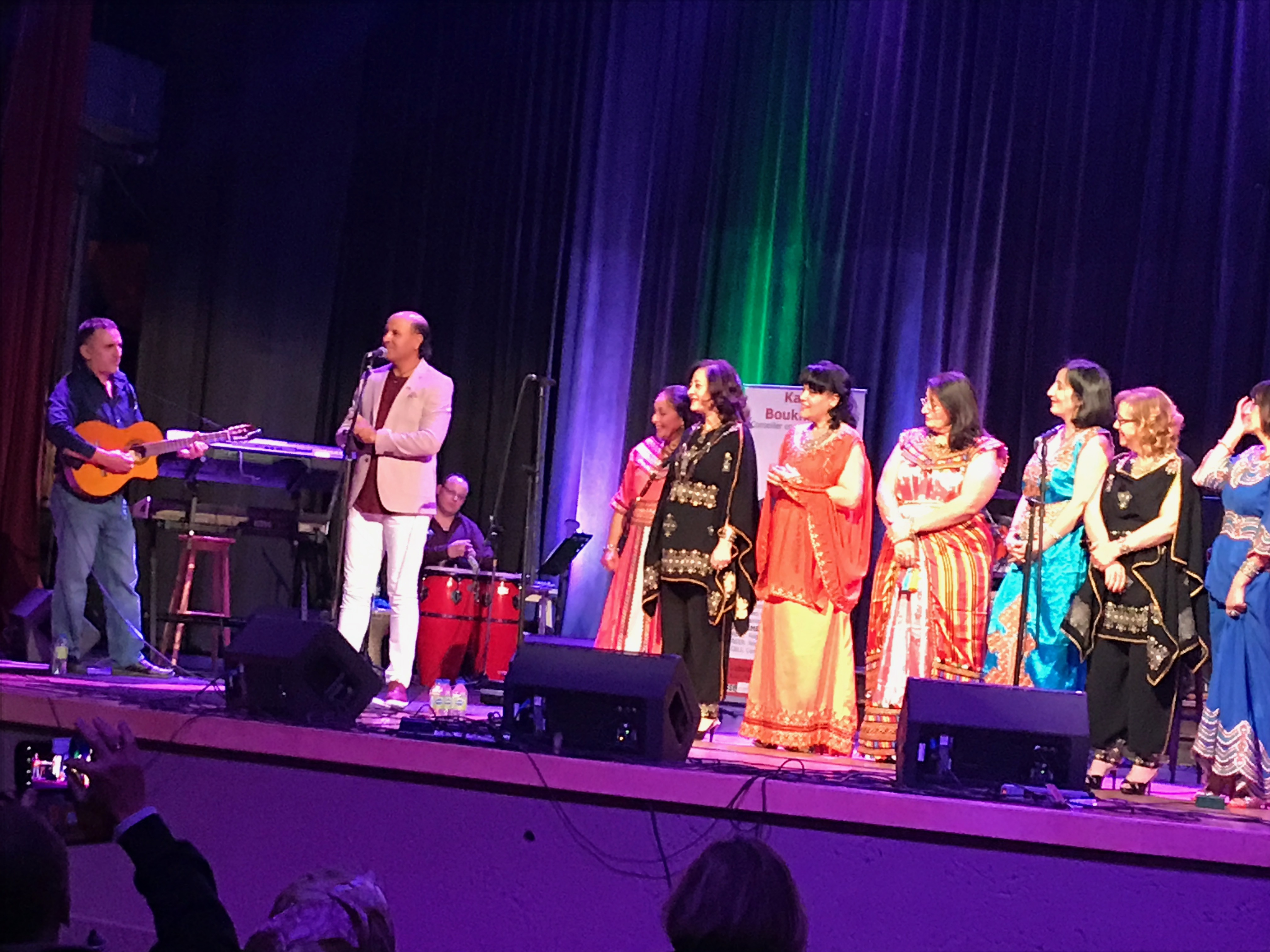
Femmes en tenues berbères algériennes.

Toutefois, les femmes aurésiennes renoncent à certaines traditions ancestrales liées à l'habillement et à la parure. Dès l'aube du XXe siècle, elles optent pour les cotonnades et abandonnent les laines tissées héritées de l'ère antique. La proximité de Constantine avait entraîné l'assimilation du principe du vêtement coupé et cousu par les villageoises vers la fin de l'époque ottomane. En hiver, certaines femmes multiplient le nombre de robes de dessous (téjbibt) qu'elles recouvrent de l'épais manteau (tajdîd), une grande pièce de tissage, presque carrée, parfois blanche. Elles portent d'abord une chemise (qmedja) large et arrivant aux chevilles, munie d'amples manches, généralement de teinte foncée ou fleurie sur fond sombre, elle est de couleur claire lors des jours de fêtes.
Les bijoux, bien qu'en argent, trahissent l'influence de la capitale régionale, les deux fibules de l'elhaf sont enjolivées de décors filigranés, mêlés à d'autres types d'ornements. À côté de ce tabzimt traditionnelle, une forme plus récente de fibule circulaire, appelée amessak s'est infiltrée. La femme chaouia porte des colliers de type cherka, munis d'une multitude de chaînettes ainsi que l'imposant collier réservé aux femmes mariées, le skhab. Les anneaux de chevilles (akhelkhal) et les bracelets de poignets (imeqyasen) complètent la parure.

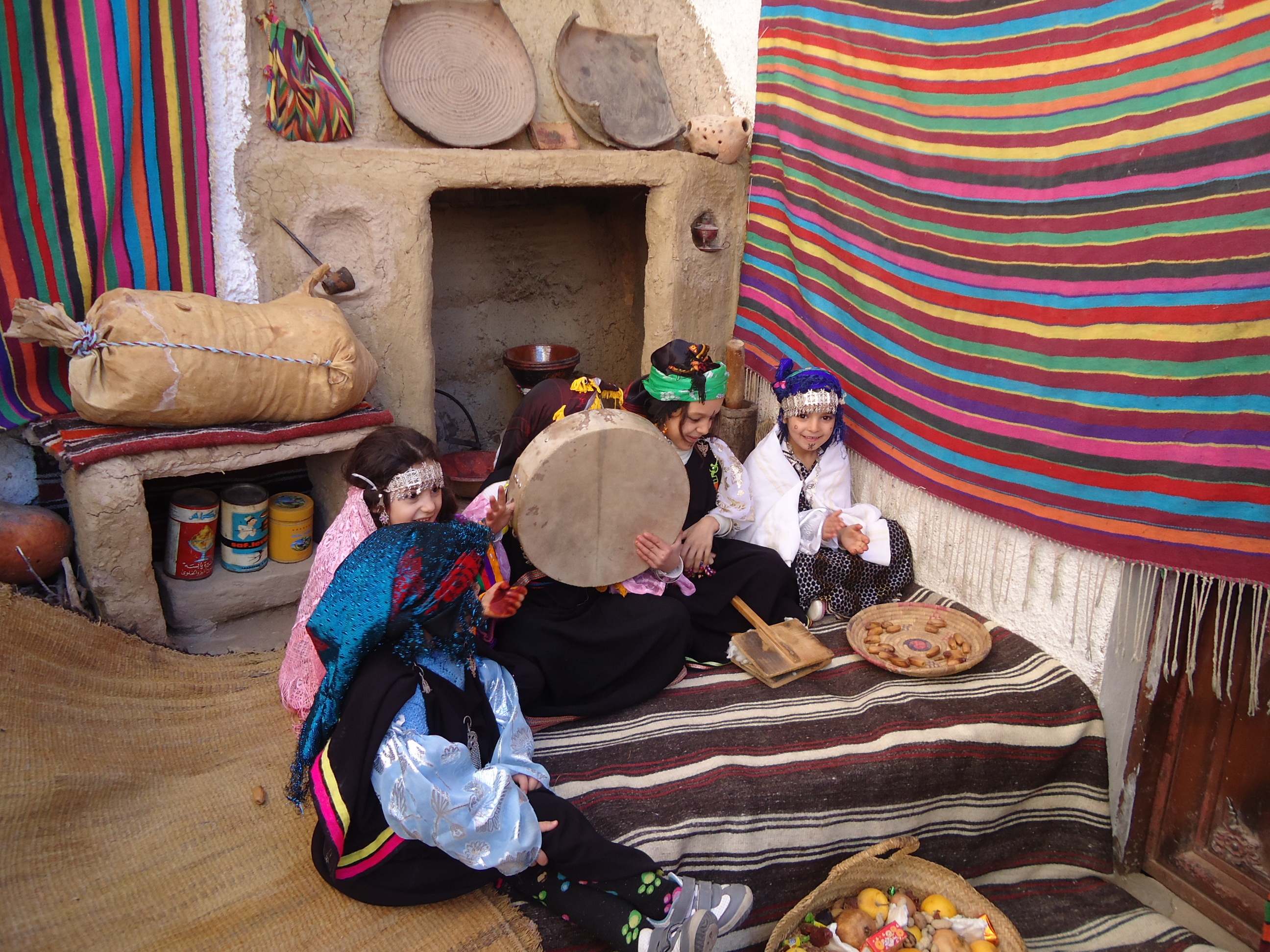
Petites filles en tenues traditionnelles des Aurès.

La ceinture aurésienne ressemble à la tisfifin kabyle, c'est une longue ceinture, enroulée plusieurs fois autour de la taille et nouée sur une côte, elle est faite en laine tressée de couleurs vives et contrastées. La femme chaouia ne se voile pas le visage, mais un ou plusieurs foulards recouverts d'un turban couvrent ses cheveux. Le jour du mariage, ses pieds sont chaussés d'une balgha rouge à pompons verts ou violets auxquels se mêlent des fils d'or et d'argent.

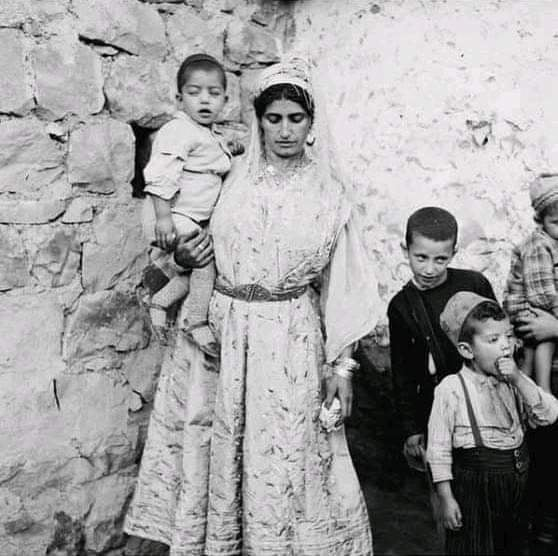
Femme en djebba dans les années 1930.

Au XXe siècle, l'allégement de la parure touche toutes les parties du costume. La longévité de l'elhaf dépasse celle de l'akhellal de Kabylie, car le drapé aurésien s'adapte aux cotonnades manufacturées. Néanmoins, dès le milieu du siècle, il finit par céder le pas devant la téjbibt. Cette robe cousue partage avec la taqendourth kabyle son empiècement garni de galons colorés et ses étoffes parsemées de fleurs imprimées.
Les femmes de l'Aurès ont aujourd'hui tendance à abandonner l'elhaf et adoptent souvent les robes à dominante rouge, des femmes des Hauts plateaux ou des Ziban. La robe de fête actuelle imite la djebba constantinoise, elle s'agrémente de broderies dorées. Mais c'est l'elhaf qui est porté lors des manifestations folkloriques. Beaucoup de femmes optent désormais pour les parures en or tel le jbin et le khit er rouh.

### Kabylie

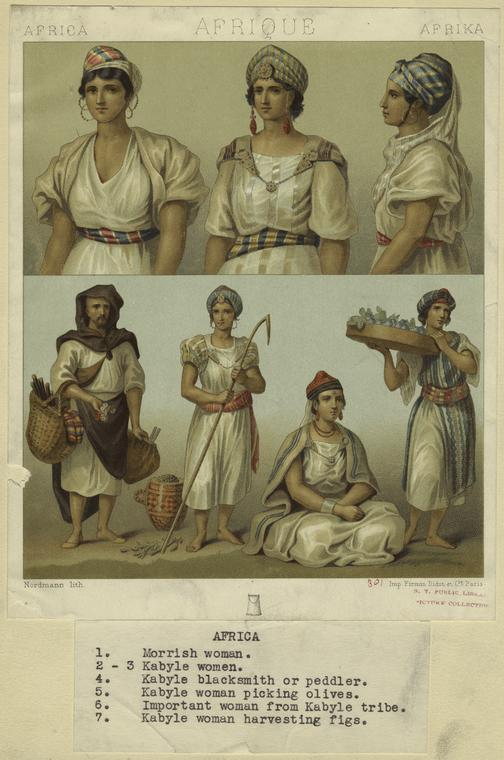
Costumes traditionnels au XIXe siècle.

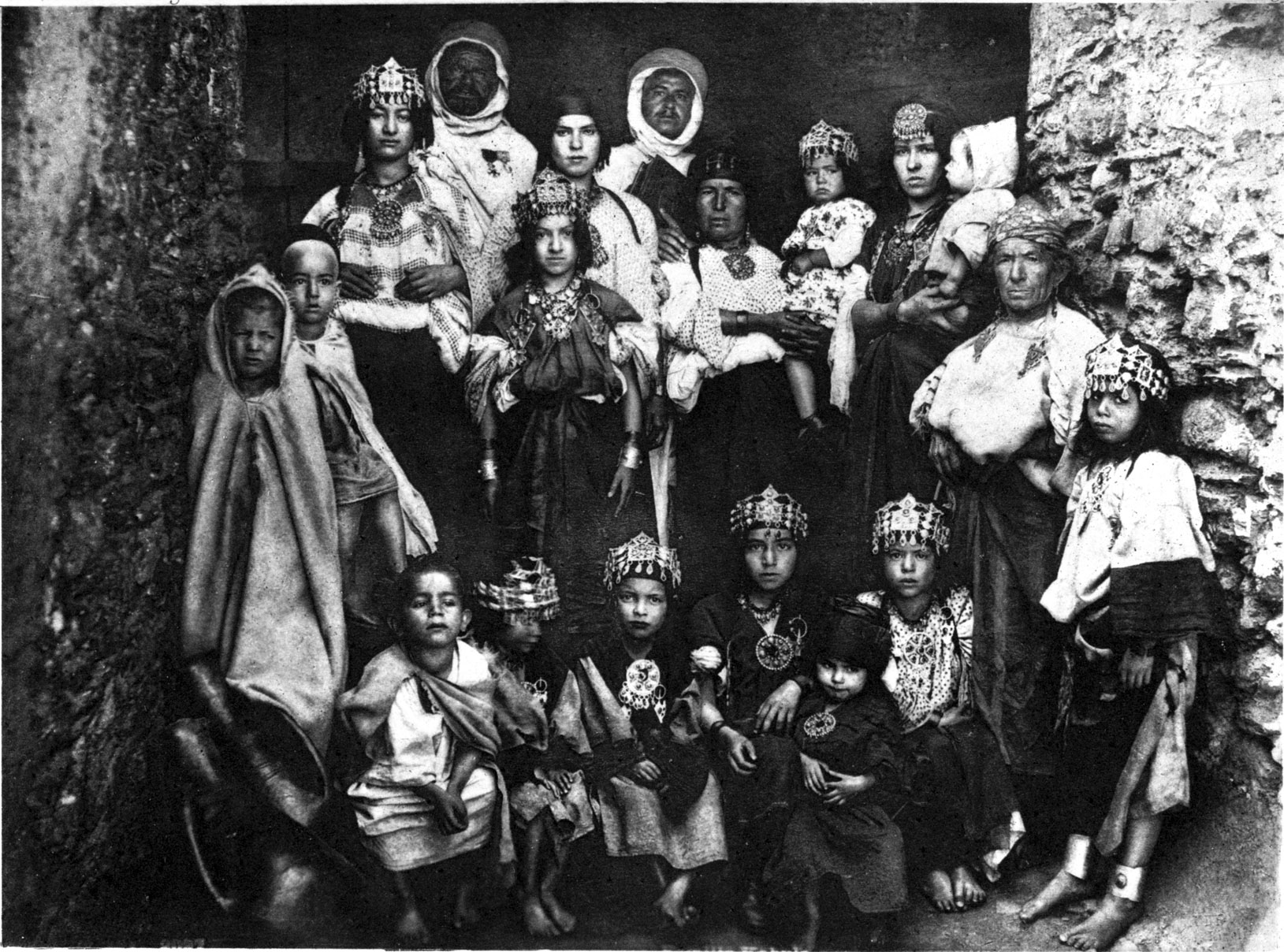
Village kabyle au début du XXe siècle.

Jusqu'au début du XXe siècle, le péplum retenu par deux fibules, appelé akhellal, constitue la pièce principale du costume kabyle. Il est souvent confectionné à partir de laine non teintée, toutefois, il existe des modèles plus compliqués, parcourus de stries verticales polychromes contenant des motifs géométriques aux coloris chauds. Le pan qui couvrait le dos est attaché par des fibules triangulaires (ibezimen). Le timelhaft est l'autre vêtement ancien connu, cette pièce d'étoffe rectangulaire en fine cotonnade blanche ou gaze serrée, est retenue également aux épaules par de grandes fibules (tikhlatin). La jeune fille s'habillait avec le dhil, sorte de cape de laine.
Les fibules, ibzimen, sont toujours en argent massif. De forme triangulaire, elles s'agrémentent de gros cabochons de corail rouge. Ils se couvrent d'émaux cloisonnés bleus, verts et jaunes, cette technique véhiculée par les exilés andalous installés à Béjaïa, a été transmise aux artisans des montagnes voisines. Les femmes possèdent d'autres variétés de fibules, telles que les taharaht, les tibzimin circulaires et les petites idouiren arrondies. Le jour des fêtes, elles portent parfois un diamètre imposant, des bracelets comme l'aboub et l'amechloub ou les bracelets de chevilles appelés ikhelkhalen, des boucles d'oreilles, letrak, et le diadème, ta'essabt, hérité du concept de laassaba d'Alger.
Si l'essentiel de la garde-robe kabyle était tissé en laine, la proximité avec Alger entraîne l'implémentation de la soie. Ainsi le pagne fouta, de laine ou de cotonnade, existe aussi dans une version entièrement en soie. Obligatoire, autrefois, elle est aujourd'hui facultative. C'est une longue pièce d'étoffe aux rayures longitudinales servant le plus souvent de jupe nouée autour de la taille.

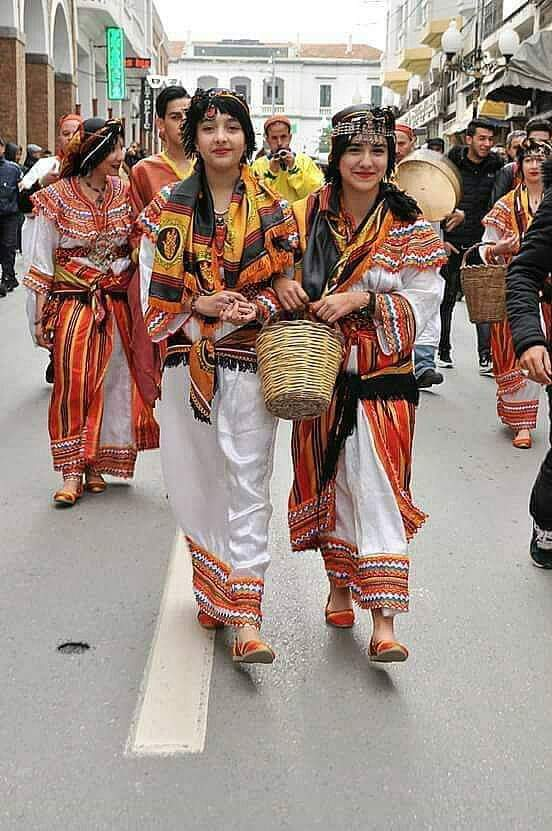
Costumes lors d'une manifestation culturelle : robe taqendourth, jupe fouta, voiles timehremt et amendil.

Des voiles et des foulards soyeux s'introduisent sous l'influence algéroise tels que l'amendil, dérivé du mendil citadin, la timehremt, liée à la meherma algéroise, la taajart, liée à la voilette aajar, et la tabniqt, variante de la bniqa, mais qui s'élève ici au rang de coiffure nuptiale. Il existe d'autres emprunts au patrimoine vestimentaire citadin tels les chaussures tibechmaqin inspirés des bechmaq. Toutefois, les vêtements évoluent à l'écart des modes algéroises, même si l'irruption de l'ahaïk, voile blanc de sortie, révèle l'influence du haïk, puis de la taqendourth, première tunique en laine cousue s'apparente à l'ancienne gandoura.
La ceinture, agous ou tisfifin demeure spécifique au costume kabyle, elle est façonnée à partir de plusieurs longues tresses de fils de laine aux coloris lumineux enroulées autour de la taille. Elle retenait l'ampleur des vieux vêtements et reste essentielle au costume féminin kabyle. Le burnous, vêtement essentiellement masculin, est exceptionnellement porté par les femmes de familles de marabouts lors des visites.

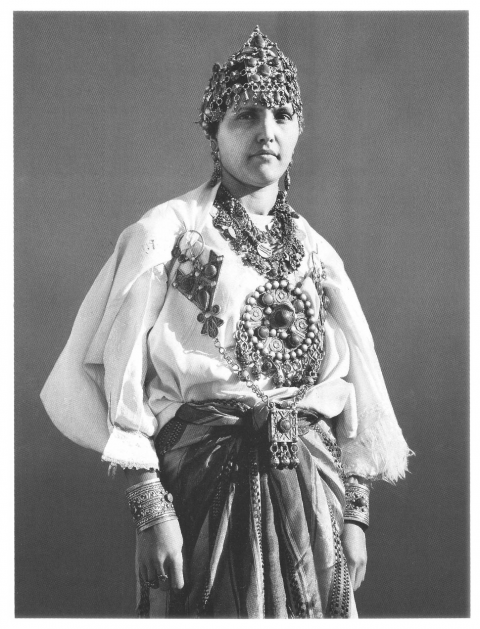
Femme kabyle portant les costumes et les bijoux traditionnels.

Au début du XXe siècle, les tissus manufacturés poussent les villageoises à renoncer progressivement au tissage de l'akhellal. La taqendourth devient alors l'élément principal du costume féminin. Cette robe se caractérise par sa coupe simple, faite dans des cotonnades imprimées de motifs fleuris polychromes. La fouta aide à le maintenir en place autour des hanches et des jambes. Elle possède un empiècement rectangulaire (lebtan), ses manches longues sont terminées soit par un poignet, soit par plusieurs galons plats de couleur.
Ainsi, avant le milieu du XXe siècle, le costume féminin connaît une véritable mutation. Seule la tenue nuptiale garde le drapé antique, la chemise blanche aux manches de tulle brodé et la taqendourth ou djebba sans manches et la timelheft qui semble être une réplique de la melhafa citadine. La parure tend à la simplification, toutefois, au cours des dernières décennies du XXe siècle, les artisans kabyles, en particulier ceux de Beni Yenni, exécutent encore des parures fidèles à la tradition.
Quant à la taqendourth, elle s'agrémente d'une quantité importante de passements aux couleurs vives qui dessinent des motifs compliqués en guise de véritables broderies. Une autre robe de dessus, sans manches (taksiwt), possède dans le dos un empiècement qui descend jusqu'à la taille. La robe de fête est garnie plus abondamment, ses galons sont de couleurs assorties ou contrastées.

### Atlas saharien

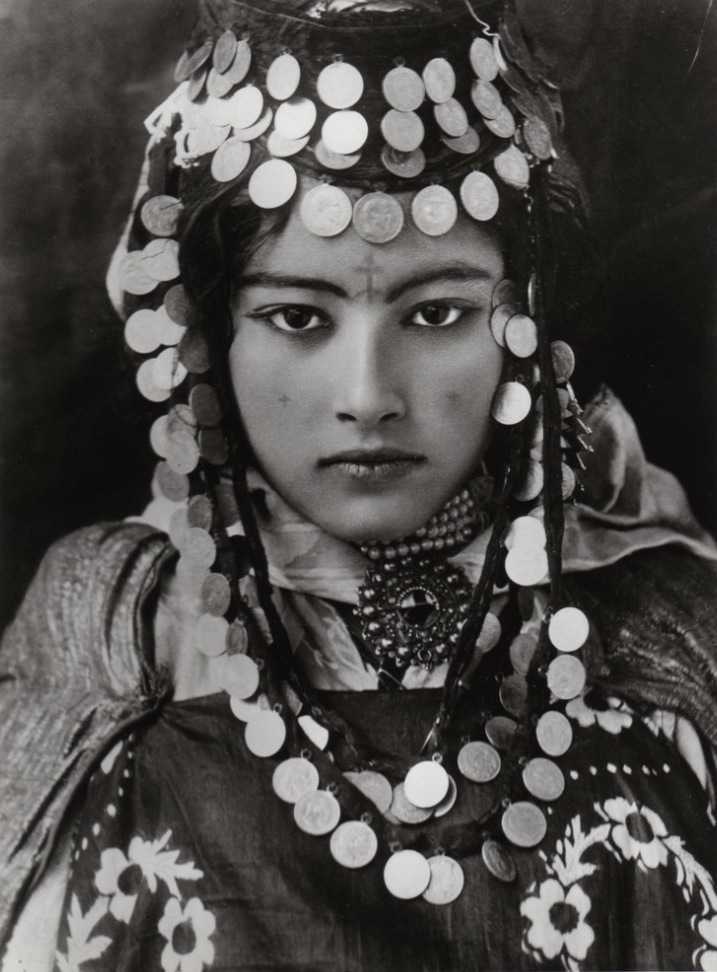
Une fille des Ouled Naïl au début du XXe siècle en costume traditionnel.

Les populations des Hauts Plateaux et de l'Atlas saharien conservent des traditions vestimentaires aux origines antiques. Les costumes féminins des monts des Ouled Naïl et du Djebel Amour deviennent représentatifs des villes de Biskra et de Bou Saâda, dès le XIXe siècle. Apparentés aux costumes aurésiens, ils s’organisent autour du péplum à fibules et donnent un rôle important à la parure, notamment les bijoux de tête.
La melehfa des Ouled Naïl se drape autour du corps de la même manière que l'elhaf de l'Aurès. La fibule, appelée bzima, ketfiya ou khelala, selon les régions, a la forme d'un triangle plat ou légèrement renflé sur les côtés. Une chaîne, appelée hrouz ou ktoub, joint les deux fibules. Les femmes se parent fréquemment d'un diadème, aassaba ou jbin. Les habitantes du Djebel Amour l'appellent mchebek et plantent au sommet de sa plaque centrale une, voire plusieurs plumes d'autruche.

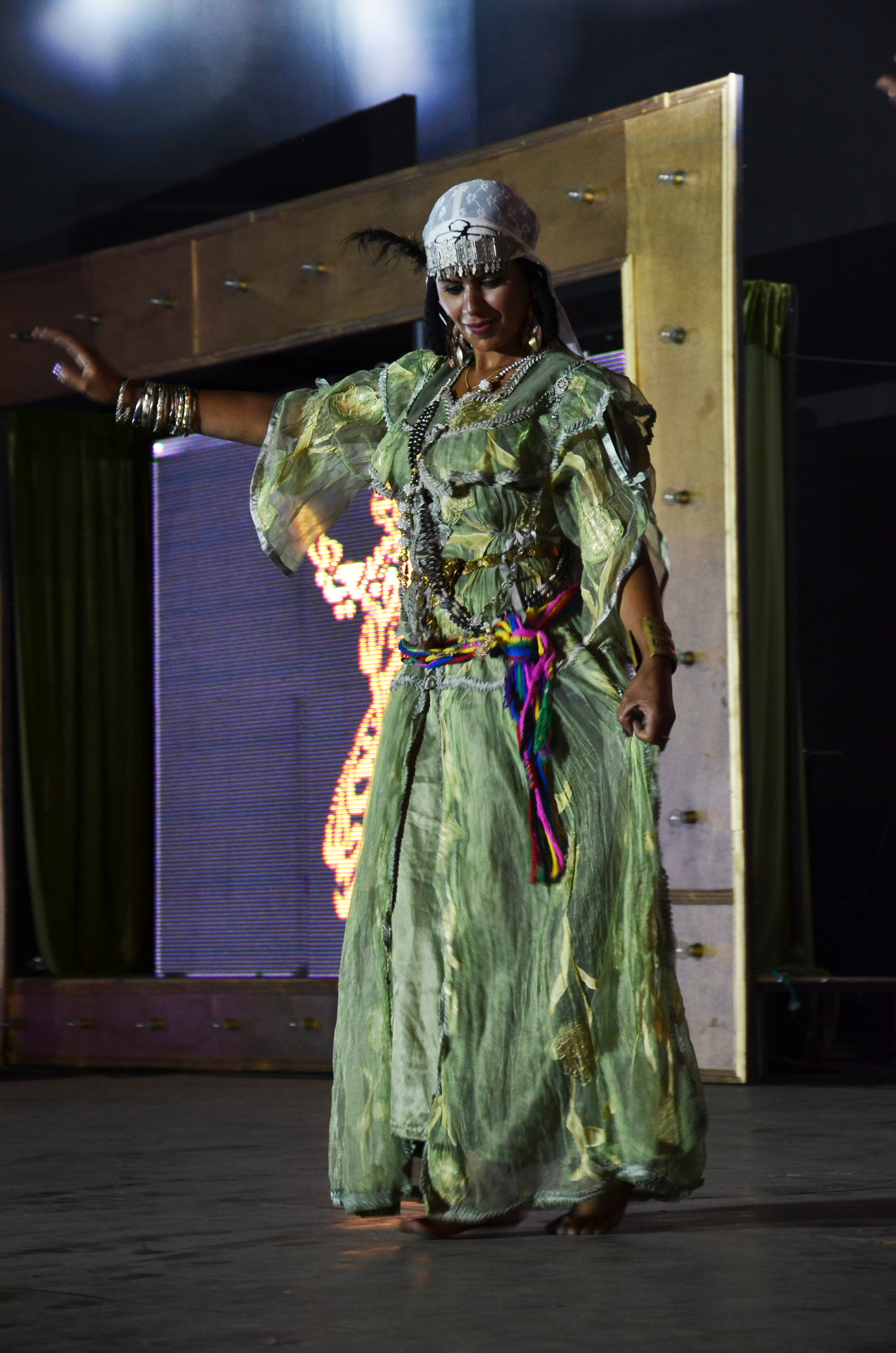
La robe actuelle.

Les femmes choisissent des toiles de coton et de laine hétéroclite qui s'additionnent aux tissus distincts qui forment le turban et une haute ceinture en tissu, généralement rayé. Lors des fêtes, elles lui préfèrent cependant une large ceinture métallique, décorée de volutes gravées et de chaînes terminées par des pendeloques.
Comme dans les autres régions rurales d'Algérie, le péplum est remplacé par une gandoura accompagnée d'une ceinture plus fine. Au début du XXe siècle, cette robe admet deux types de hzam de style citadin : le premier, en cuir revêtu de velours brodé au fil d'or ; et le second avec des plaques ajourées rectangulaires, fermés par une boucle métallique. Le turban des Ouled Naïl va connaître lui aussi un déclin face au diadème. Toutefois, les costumes de l'Atlas saharien continuent à privilégier la coiffure et les bijoux de tête par rapport aux vêtements.

### Le Mzab et les autres oasis

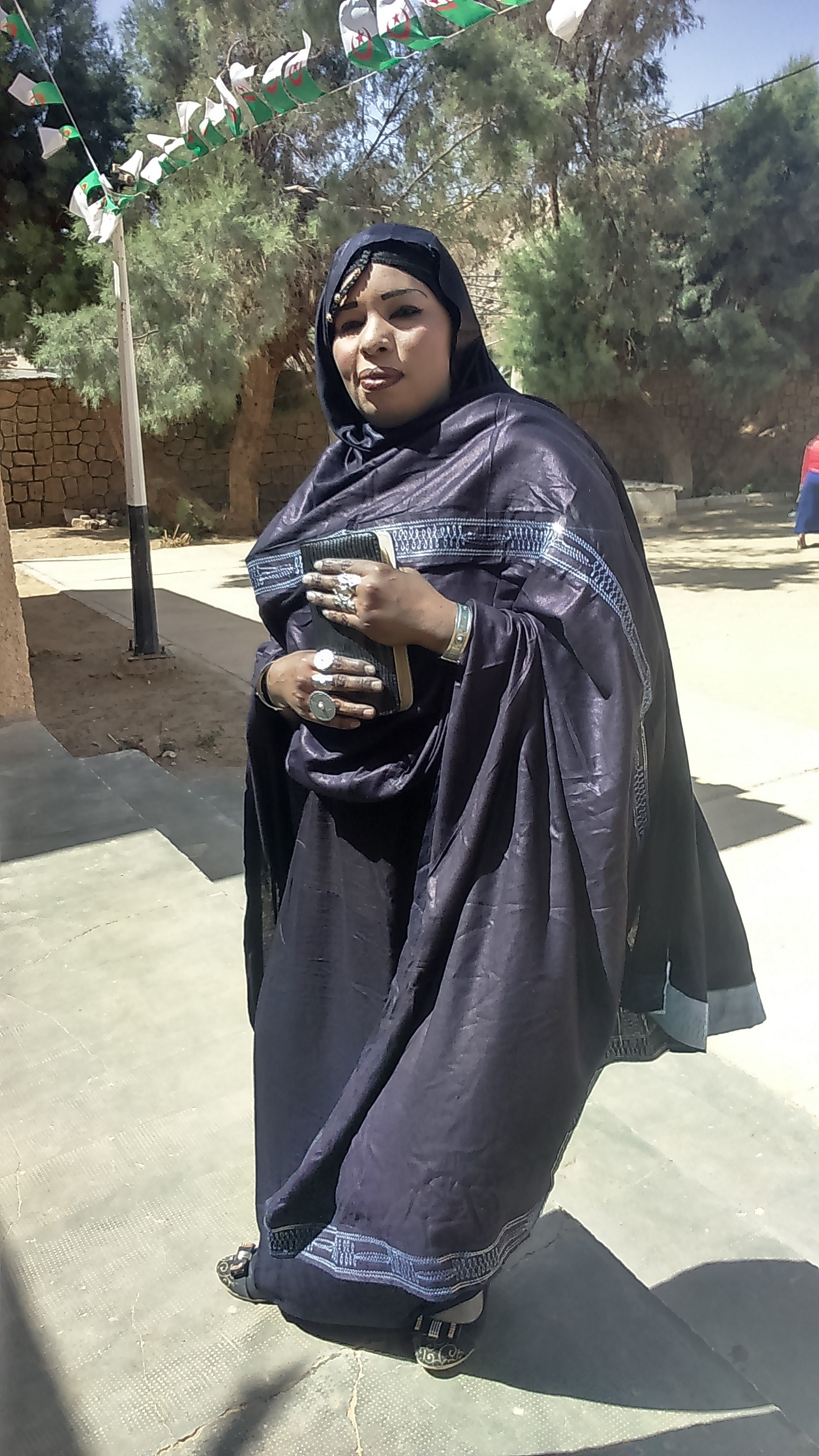
Une femme de Timimoune

Les costumes féminins du sud algérien sont complexes. Les costumes vernaculaires des oasis, comme Ouargla, El Menia, Beni Abbès ou Timimoun, parviennent à se préserver de toute forme d'acculturation.
Dans le Mzab, la cité de Ghardaïa révèle un patrimoine vestimentaire diversifié, en dépit du rigorisme ibadite. Le costume mozabite se distingue surtout dans sa nature métissée, à la fois citadine et rurale. Le vêtement le plus ancien est la melhafa (timelhafa en mozabite), similaire au elhaf aurassien et l'akhellal kabyle. L'hiver, le timelhafa était en lainage et l'été en cotonnade. Elle est maintenant rarement portée.
Au début du XXe siècle, les bijoux qui dominent la coiffure nuptiale appelée kambousa ou takenboust. Ils s'apparentent aux modèles des monts voisins, mais leur taille mesurée et l'éclat de l'or finement ouvragé leur confèrent une touche citadine. Le reste du costume nuptial comprend la chemise à manches de tulle et le péplum blanc, complétés par un ample fichu coloré (aabrouq) et le ksa, un voile de laine blanc, ou rouge, les fibules ajourées, les broches ou bzaïm arrondies aux cabochons de verre coloré, la ceinture de style constantinois et les innombrables colliers appelés cherka. Le buste est orné d'une parure pectorale, accompagné de trois ou quatre paires de grandes boucles d'oreilles.

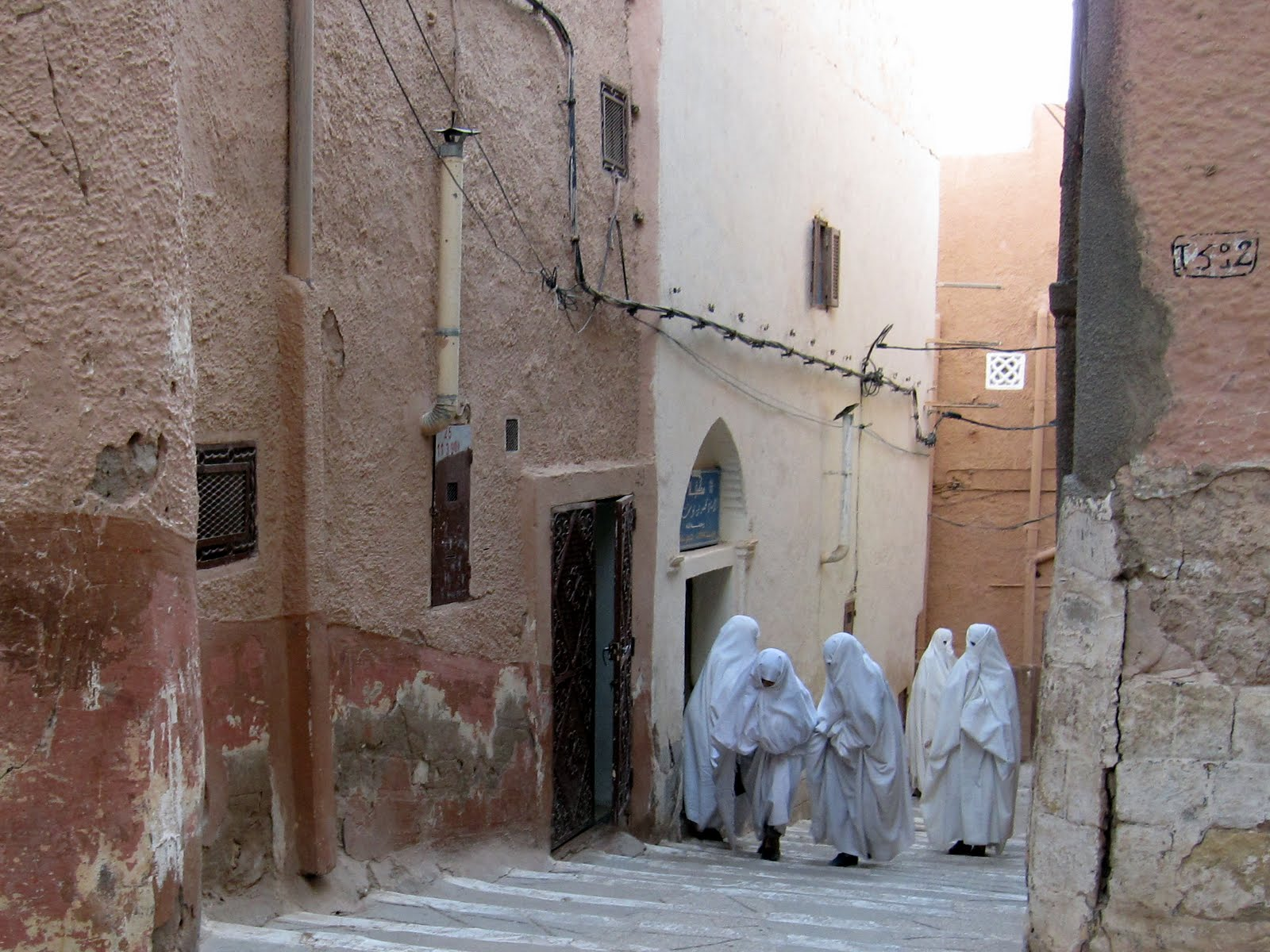
Les femmes de Ghardaïa portent le haïk de la même manière que celles de Tlemcen ou de Blida.

Le costume quotidien mélange les bijoux en or et en argent. Les chaussures traditionnelles sont en cuir rouge. La chemise et la gandoura enfilées sous le péplum, pendant la saison froide, utilisent des étoffes aux tons clairs et neutres, tels que le blanc ou le rose.
Seule la couleur des voiles est strictement dictée par la coutume mozabite, le khemri, doit être noir. C'est un châle rectangulaire de laine qui couvrait la tête et les épaules, agrémenté d'une ou plusieurs bandes de broderies. Il y a deux sortes de khemri : l'un mkhabbel (embrouillé), et l'autre en-naçriya qui possède une bande de décoration supplémentaire.
Quant au ksa en étoffe rouge, il peut être parcouru de rayures noires ou blanches. Le haouli, la tenue de sortie, reste uniformément blanc. Similaire au haïk des villes septentrionales, il confirme ainsi le rattachement du costume mozabite à la famille des costumes citadins algériens. D'ailleurs, à l'instar de certaines citadines, les habitantes des cités du Mzab ramènent le haouli sur leur visage de façon à ne dévoiler qu'un seul œil. De nos jours, la Mozabite revêt la robe blouza, de coton, de tergal, de rayonne fantaisie ou bien de voile ou de tulle de nylon.

### Hoggar

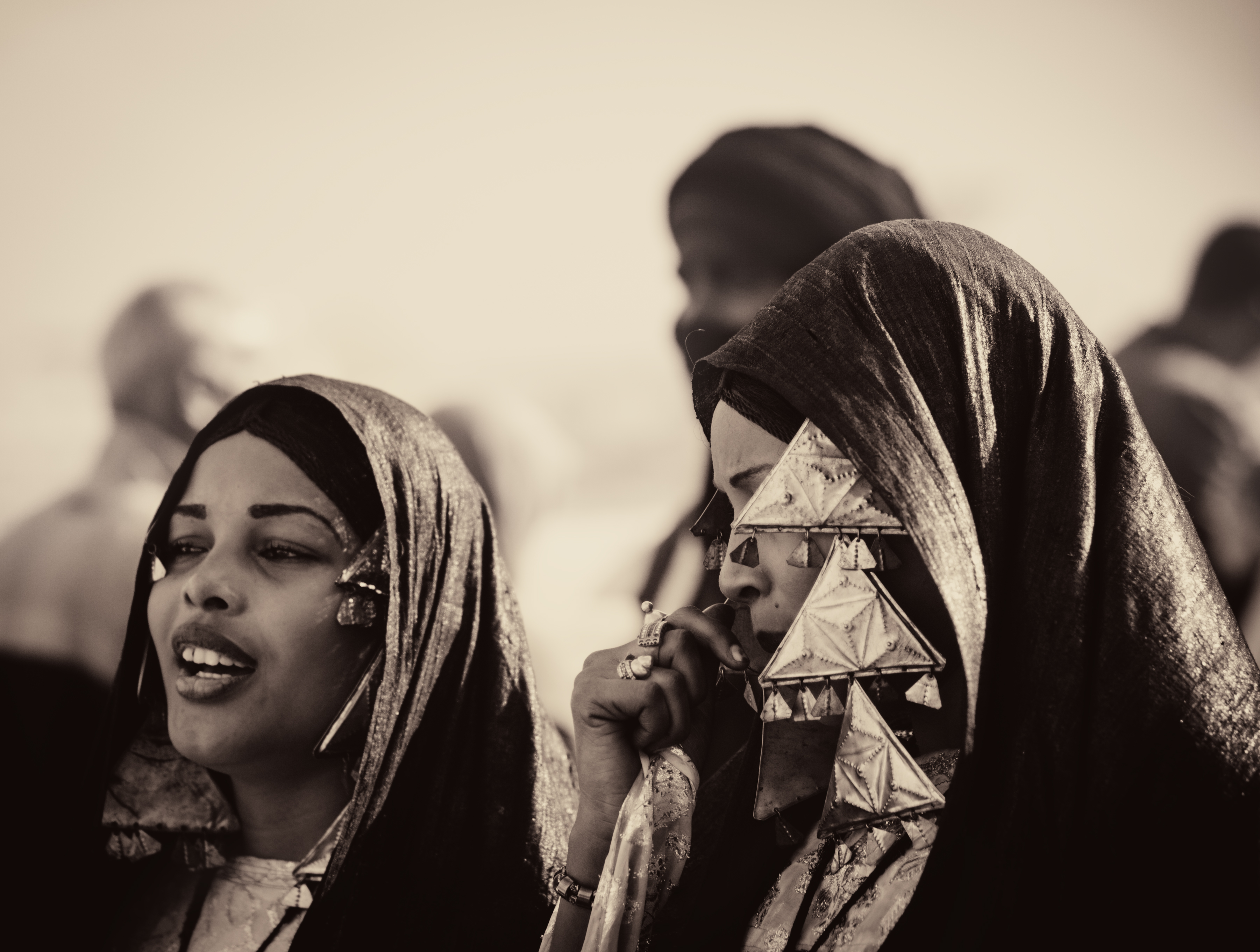
Des femmes Touaregs à l'extérieur.

Parmi les costumes les mieux épargnés des influences venues du Nord, celui des Touaregs demeure le plus original. Contrairement aux costumes du Sahara septentrional, ils ne semblent pas avoir assimilé le principe du péplum de type dorien. La fibule, est ainsi absente de la parure de la Targuia. L'ensemble du costume garde toutefois l'allure d'un drapé grâce au voile qui l'enveloppe. Un pendentif en argent, appelé asarou n'seoul à cause de sa forme de clé, aide à le stabiliser.
Dans cette société traditionnellement matriarcale, la femme ne se voile pas, mais elle porte un châle de couleurs foncées violacées, de manière générale. Les vêtements sont confectionnés dans des tissus unis et sombres. La femme targuia porte des vêtements qui se différencient de peu de ceux de l'homme. Ainsi, elle porte l'ereswi, ample tunique, gandoura blanche fermée sur les côtés. La femme aisée s'enveloppe également de l'ereswi bleu foncé et dans certaines régions, il est noir.

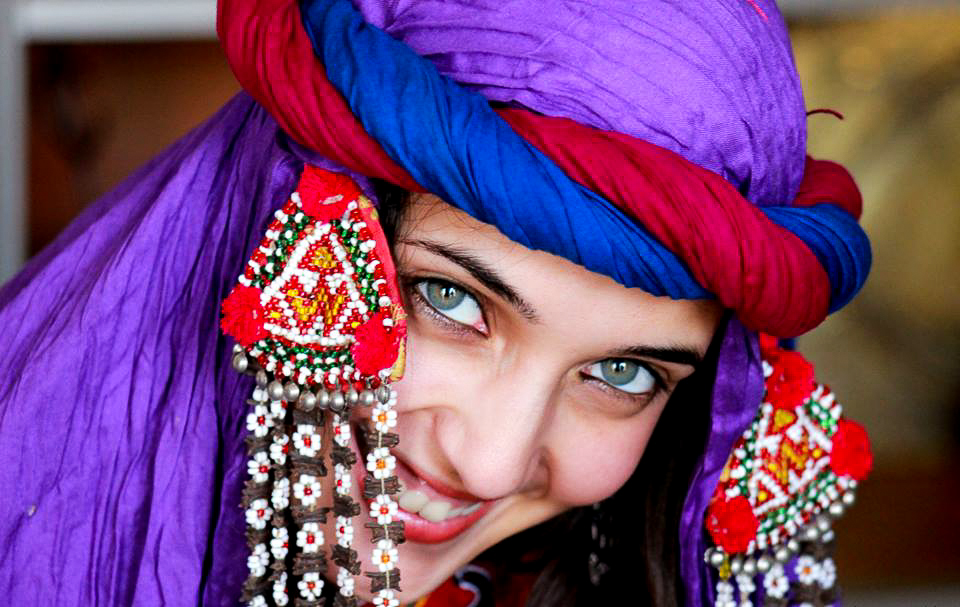
Chèche multicolore.

Pendant la saison froide, la femme revêt parfois, dans l'ouest du sud algérien, le dokkali, couverture de tissage de laine et de plus en plus le kaïki, un haïk de laine et soie blanche enveloppant la tête et les épaules. L'élément le plus imposant de la parure est le pectoral exhibé pendant les cérémonies, appelé  le teraout (qui signifie message en Tamasheq), il  est composé d'amulettes où sont glissés des billets qui contiennent des extraits de versets coraniques.
Les femmes touaregs accordent beaucoup d'importance aux bagues. Lors des occasions particulières, elles les enfilent sur les doigts des deux mains. Elles portent un collier (tasralt), composé de pendeloques suspendues au cou à l'aide d'un simple cordon ou d'une chaîne de métal. Enfin, elles portent parfois les bracelets (ihabdjan) que certaines portent à chaque bras en grand nombre, en faisant alterner, or et argent.

## Costume masculin
| Pièce du vestiaire | Citadin                                | Berbère                                       | Illustration |
| ------------------ | -------------------------------------- | --------------------------------------------- | ------------ |
| chemise            | qmedja                                 | qmedja/taqemjet                               |              |
| pantalon           | sarouel                                | Aserwal                                       |              |
| tuniques           | ʿabaya dorraa gandoura                 | ʿabaya dorraa gandoura                        |              |
| ceintures          | h'zam                                  | h'zam                                         |              |
| manteaux et capes  | caftan djellaba burnous kachabia haïk  | djellaba burnous kachabia haïk                |              |
| vestes             | ghlila djabadouli çadriya bedeia       |                                               |              |
| coiffes et turbans | chéchia amama tarbouch chèche arraqiya | chéchia taamant tarbouch chèche arraqiya      |              |
| chaussures         | balgha qabqab sabat                    | balgha qabqab sabat abachmaq fertala tarchast |              |

### Costume citadin

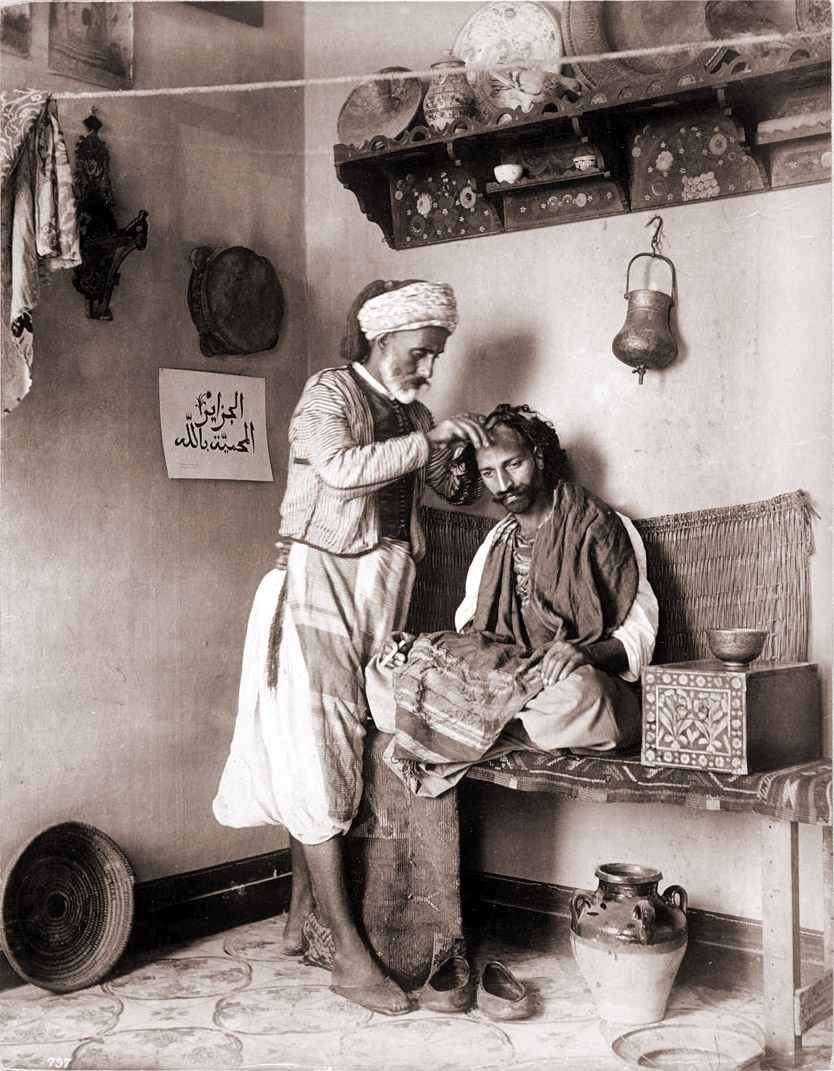
Un barbrier algérois en sarouel et une veste.

Le costume algérois masculin se distingue par le port deux gilets de velours ou de satin garni de broderies dorées, qui portent le nom de bediîya : le premier gilet, dakhlâniya (intérieur), fermé par de nombreux boutons de passementerie, sous le second gilet, barrâniya (extérieur) rarement fermé. Ce dernier à son tour était recouvert par une veste dérivée du djabadouli. Le sarouel, fait dans un lainage souvent gris, complétait cet ensemble. On peut voir aujourd'hui par-dessus la chemise (qmedja), le gilet boutonné de haut en bas, muni d'un « col officier ». Le sarouel, parfois ceinturé du h'zam, se voit parfois d'une autre teinte, blanche par exemple pour les vieillards.
L'hiver, l'Algérois peut porter le burnous et la djelaba, faite de drap ou de tissage de divers tons. L'été, certains mettent, par-dessus la chemise ou le gilet, la gandoura (l'ancienne doraa) qui, comme autrefois, est le plus souvent blanche mais dont la couleur peut varier. Les chaussures étaient souvent des babouches, ou çababit locaux de coupe européenne.

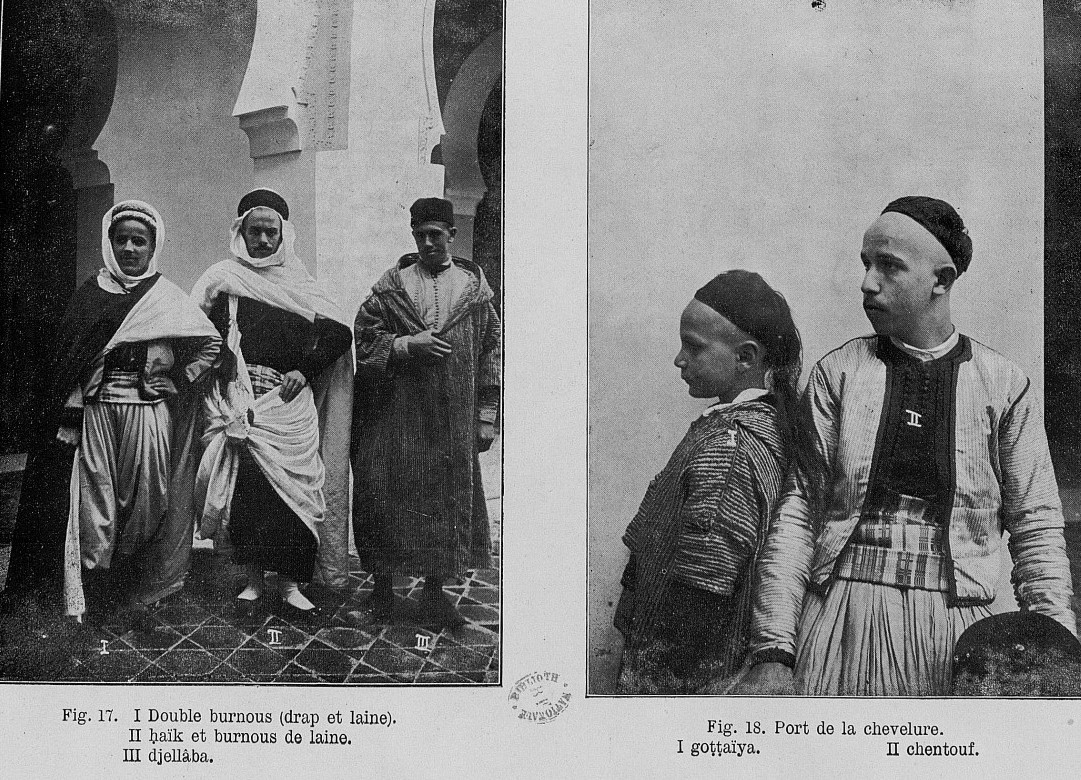
Hommes de Tlemcen au début XX : burnous, haïk, djabadouli, djellaba.

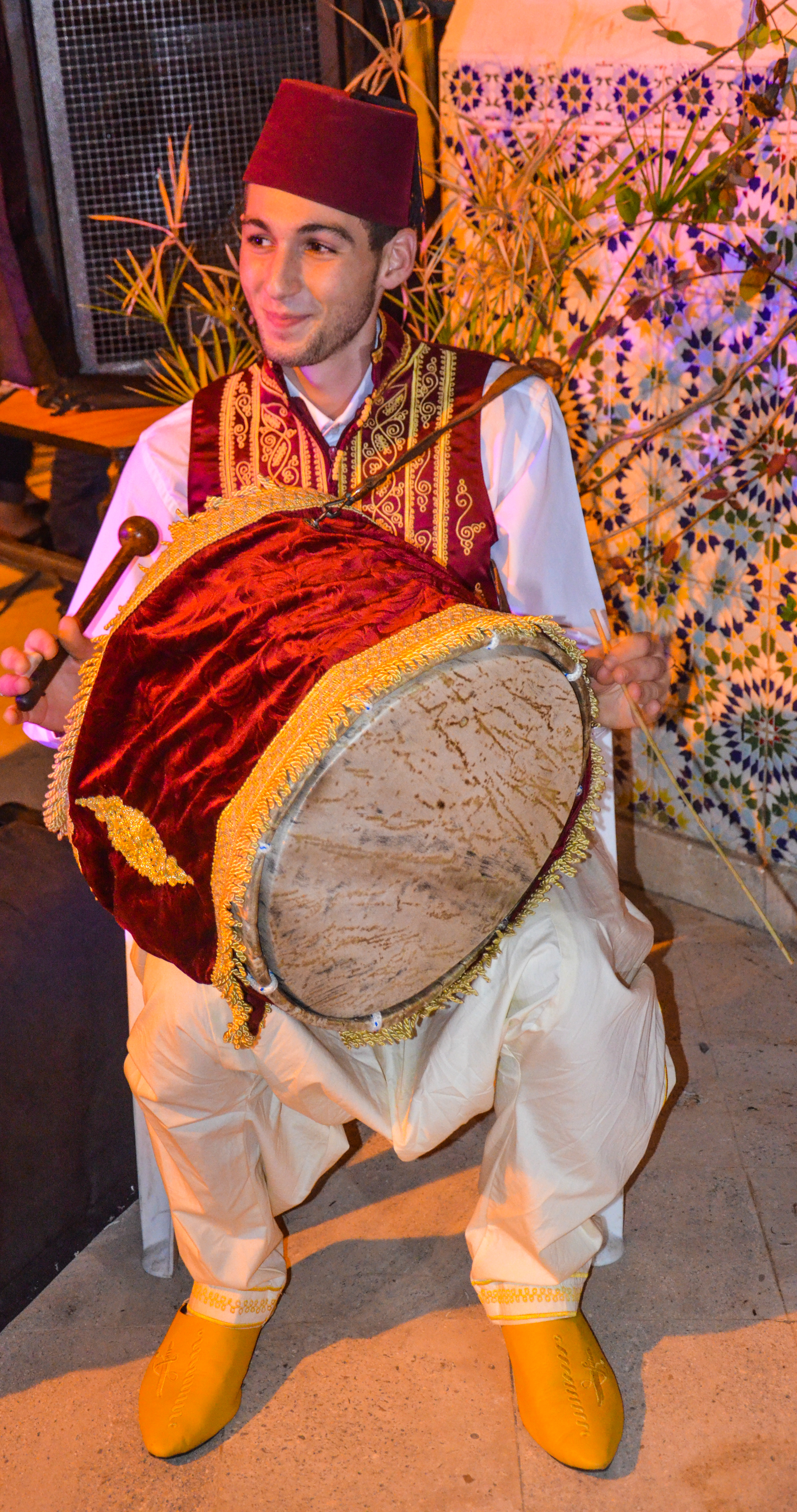
Un musicien porte le gilet brodé actuel sur une chemise et un sarouel.

À Tlemcen, l'homme revêtait le haïk, le burnous, la kachabia (une longue tunique), la 'abia (même modèle en soie) et la gandoura de cotonnade blanche sous le nom de dorra'a. Au XIVe siècle, Ibn Khaldoun mentionne que les haïks et les burnous de Tlemcen sont les plus recherchés sur les marchés d'Orient et d'Occident. Le burnous de laine noire naturelle tissée à Mascara était porté par les soldats de la Régence. A ces premières pièces vinrent s'ajouter la chemise (qmedja), la veste de drap ou de toile (ghlila), les gilets sans manches (mqafel), le sarouel et la djellaba.
L'hiver, l'homme ajoutait le burnous, comme de nos jours. Ce burnous pouvait être de drap de laine d'agneau noir (khidous) ou de laine brune en poil de chameau (oûbar). Il mettait un autre burnous, de qualité, en laine blanche bouclée (mah'arbel), fabriqué à Tlemcen. S'il était d'un tissage uni, il était confectionné à Mascara. Ces excellents burnous sont toujours fabriqués dans l'Ouest algérien. À Mascara, ils demeurent les plus légers et les plus solides. En été, le burnous de laine était remplacé par un burnous léger, à la campagne, par la djellaba, elle aussi tissée à Tlemcen et faite de laine blanche grise ou rayée de brun et blanc. Le citadin préfère la gandoura blanche. Aujourd'hui, elle est également faite de drap, de gabardine de soie ou de laine pure, elle peut être de ton beige, marron, bleu foncé ou gris.

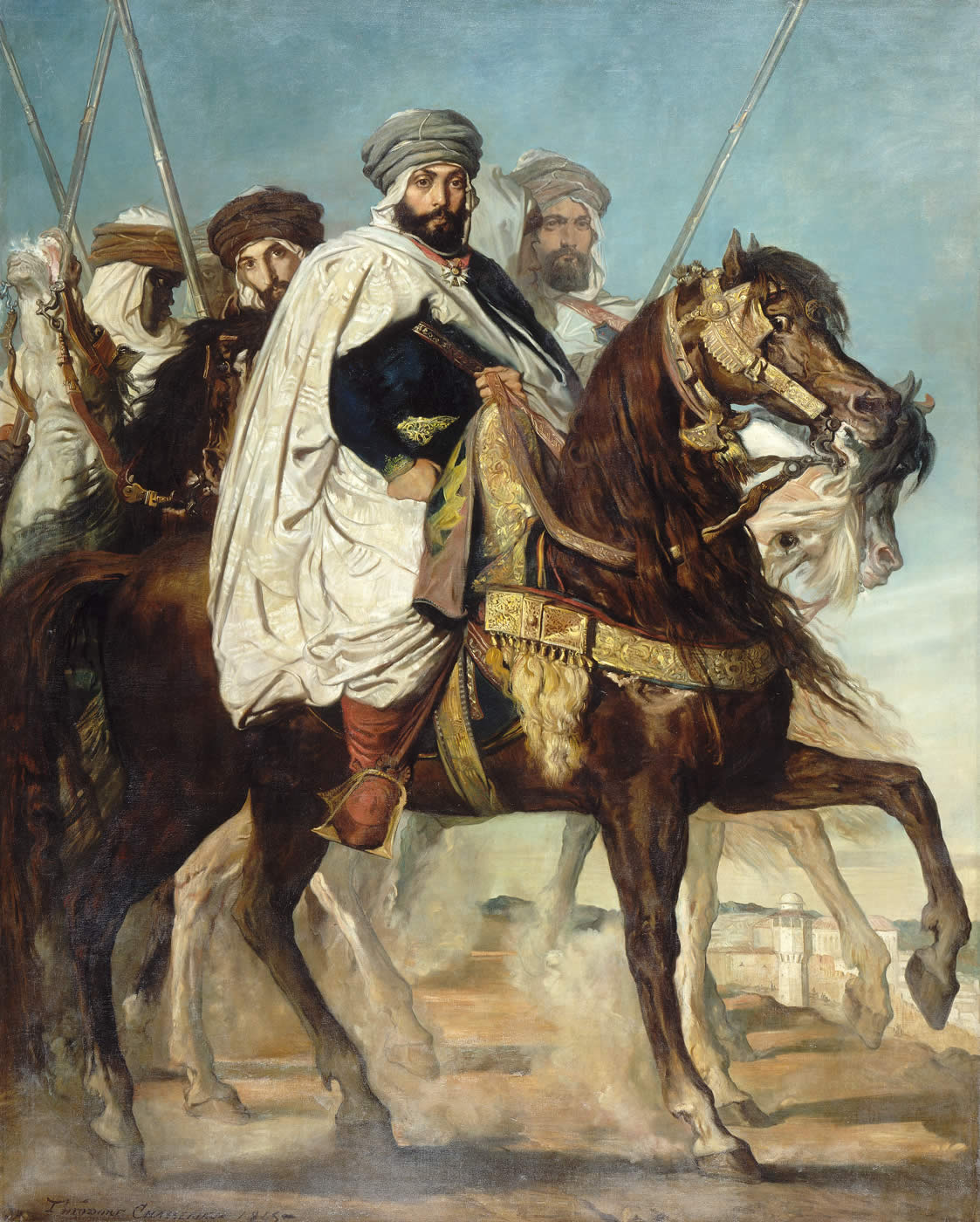
Un chef tribal du Constantinois au début du XIXe sièclen en veste djabadouli et burnous.

À Constantine, parmi les pièces de l'habillement ancien chez le hommes, les gandoura ou dorrâa, burnous et haïk sont les principaux vêtements ayant subsisté jusqu'à nos jours après avoir subi quelques transformations. Sous la Régence, trois verste vont s'introduire à l'instar des autres cités : la bediîya (plus gilet que veste), le djabadouli, munie de manches aux parements soutachés ou brodés, et la kebaya, troisième veste de drap plus richement brodée d'or ou de soie, n'avait pas de manches mais permettait le passage de celles de la ghlila djabadouli.
Le Constantinois traditionnel d'aujourd'hui porte la qmedja ainsi que le sarouel ample et plissé, parfois assorti au burnous. La ceinture hzam peut être enroulée autour de la taille. Il se chausse de çabbabit locaux ou de chaussures européennes pour la rue, tandis qu’a la maison il porte toujours les babouches. La gandoura de soie tissée est aujourd'hui, l'été, de coton blanc ou de fil de diverses teintes, l'hiver, de drap assorti au burnous et quelquefois au sarouel.
Sans les broderies, la kebaya sert aujourd'hui chez les Algériens qui portent ce modèle ancien sous leur gandoura ou leur veston sans revers. En guise de coiffure, le haïk puis le la capuche du burnous recouvrait la tête de hommes ; plus tard vint la aarraqiya une petite calotte blanche, vue un partout en Algérie. On  pouvait aussi s'enrouler autour de la tête, une bande de mousseline (chèche), l'ensemble aarraqiya et chèche se nommait aamama. Il y a également la chéchia locale, et le tarbouche d'origine turque.

### Costume berbère

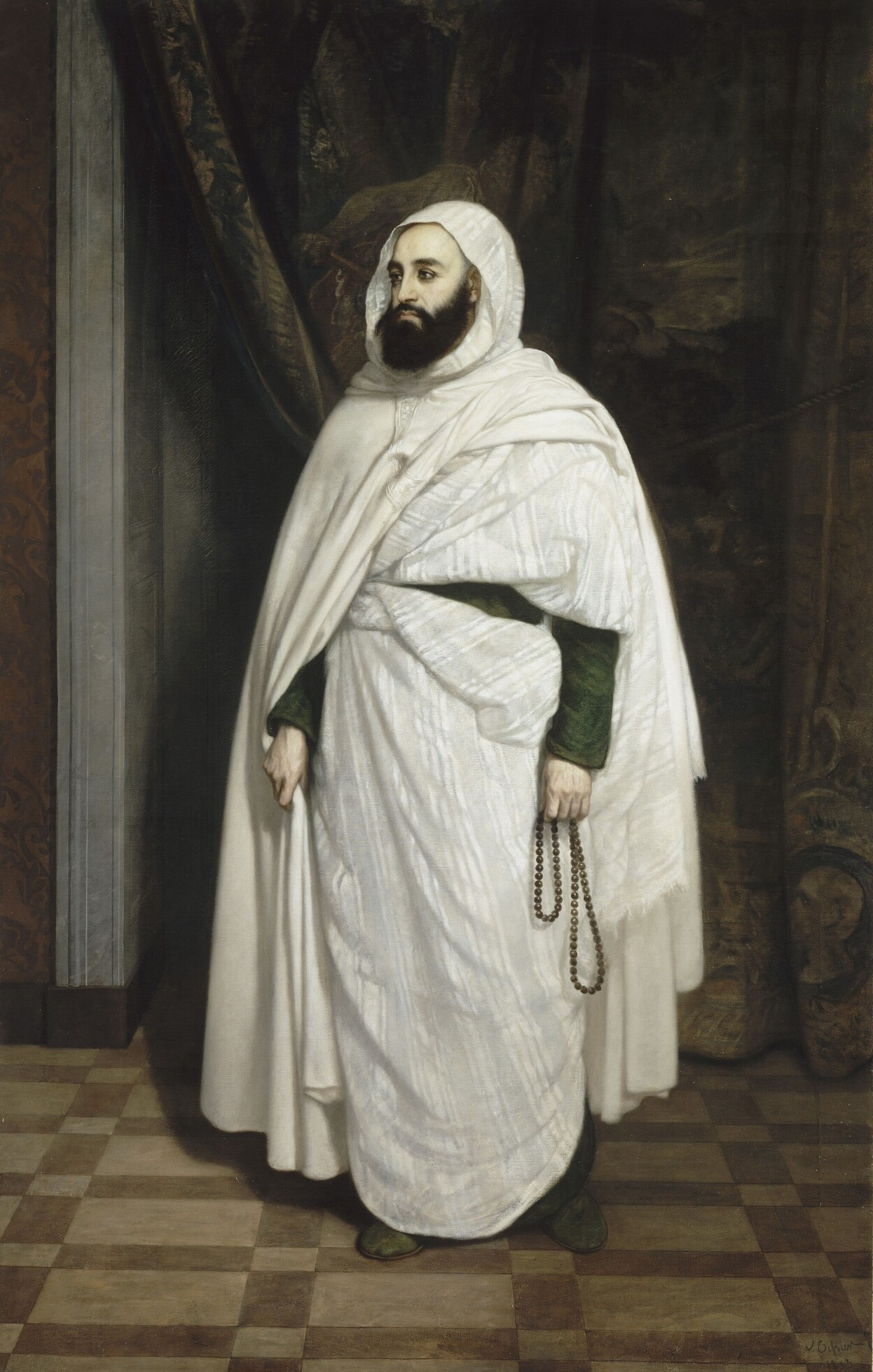
L'émir Abdelkader en haïk masculin et burnous.

Les anciens voyageurs et historiens, tel Ibn Khaldoun, signalaient, avant le XVIe siècle, les deux pièces du costume berbère : le haïk et le burnous. Ce dernier se porte toujours chez les Kabyles, les Chaouis et les Mozabites ; comme autrefois, chez les citadins. Le haïk, premier vêtement connu, était une longue pièce rectangulaire, de laine, iI entourait deux fois le corps. La djellaba (en kabyle tajellabt), et la aabaya succédèrent à ces deux pièces.
La aabaya était faite en lainage pour l'hiver, en cotonnade pour l'été. Appelée tabersemt en mozabite, elle est signalée à la fin du XVIIIe siècle par Venture de Paradis au Mzab. Le berbère d'aujourd'hui a perdu le haïk, la dorraa (l'ancienne gandoura) mais le burnous, la djellaba et la gandoura sont toujours en usage,. Le modèle aqchabi (déformation du mot arabe qechabiya) s'est introduit en Kabylie, il est prolongé d'un capuchon, pièce tissée en même temps que le corps du vêtement. Tandis que le burnous est toujours blanc chez les Kabyles, la gandoura est de cotonnade blanche, mais elle peut être aussi bleue foncée ou de couleurs diverses.

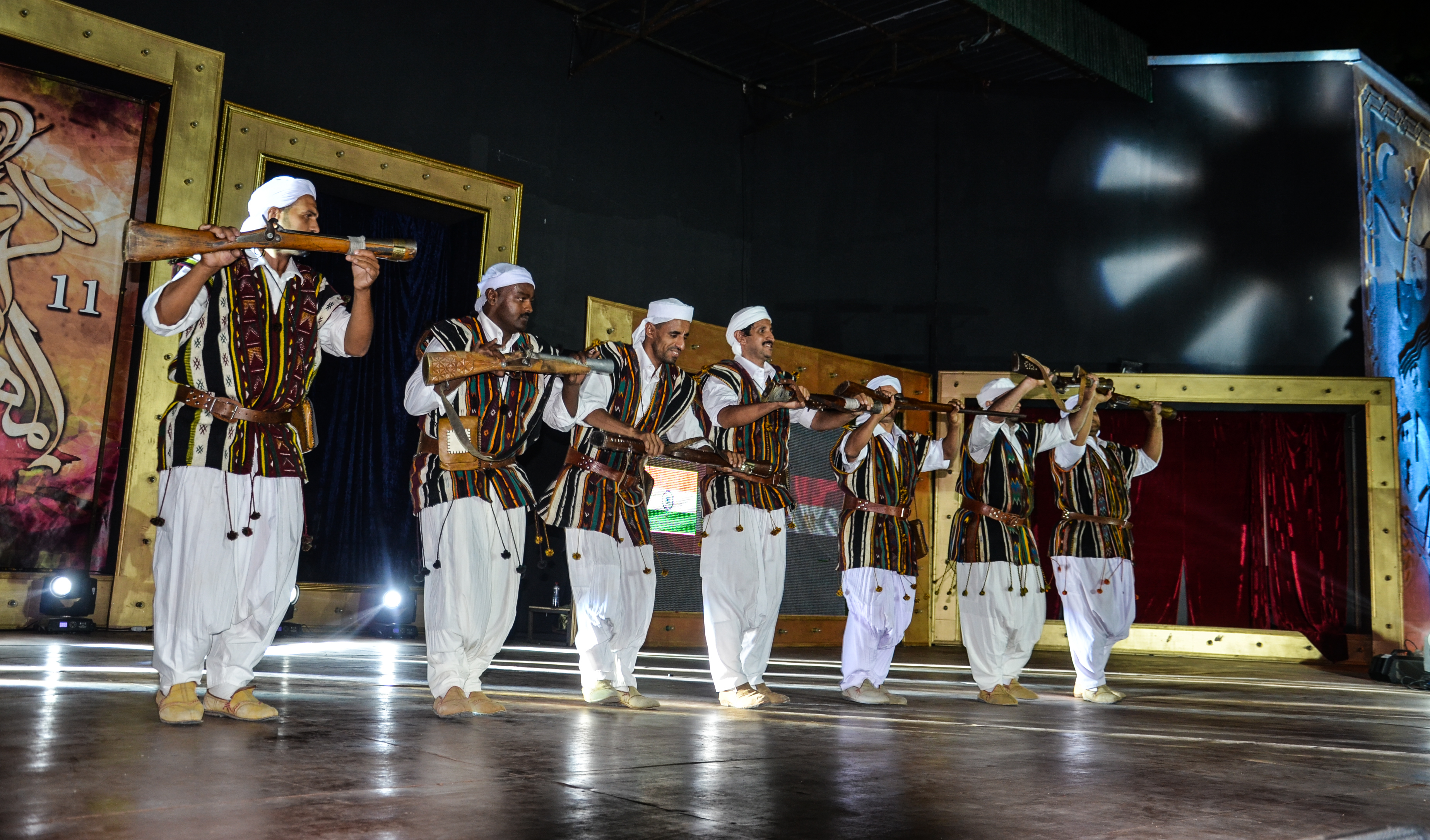
Groupe folklorique mozabite en tenue traditionnelle.

Le vestiaire actuel de l'Auréssien se compose d'une chemise de modèle turc, montée à fronces autour du pied de col et d'un sarouel, ainsi que la gandoura. Chez les Mozabites, les vêtements d'hiver sont : gandoura, khomri, tajerbit ou jerbiya. Le sarouel est particulier chez Mozabites, il est très amplement plissé, dont le fond arrive au bas des mollets. Le sarouel est tenu par la hzam, ceinture de cuir que le Mozabite nomme souvent sebta. Il porte souvent le gilet de corps sous la qmedja, empruntée aux citadins .
La chéchia agrémentée du turban blanc est portée par les notables et certains vieillards kabyles. Chez les Mozabites, la principale coiffure est la aarraqiya de toile blanche, elle est quelquefois recouverte d'un chèche. Le chaoui porte une coiffure appelée gennour, composée d'une chéchia blanche ou rouge, recouverte d'un turban de tissu blanc ou fantaisie, souvent jaune pâle.

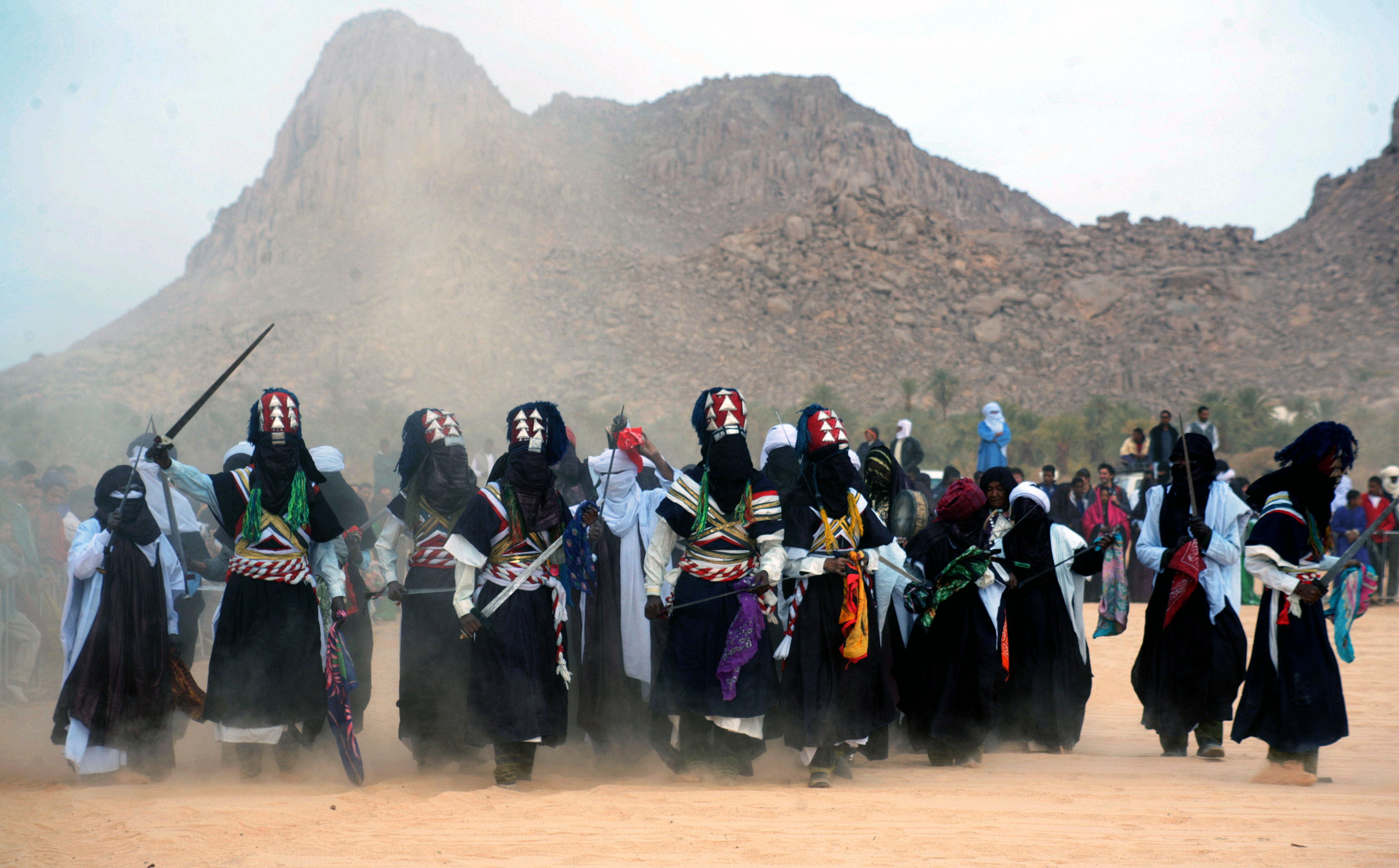
Manifestation culturelle à Djanet.

L'habillement du Targui a subi peu de modifications. II garde ainsi son aspect ancien, notamment au cours des fêtes et des cérémonies, où il porte en coiffure de nombreux chèches agrémentés de bandes de coton de couleurs vives. À l'exception du pantalon (ekerbei ou sarouel en arabe), les autres pièces de l'habillement sont taillées presque identiquement sur le modèle de la tunique : gandoura ou aabaya. Ce sont l'ereswi, la takamist-nkbra, la tameskinout et enfin la rati qui varient par la préciosité des étoffes et leurs coloris. L'ereswi (gandoura) est la plus usuelle, le Targui en porte deux superposées, l'une blanche et l'autre bleue.
Si l'ereswi est blanche, elle est portée avec une ceinture de cuir, si elle est de cotonnade bleu nattier ou indigo, elle est ornée d'une bande de tissu blanc. La takamist-nkbra et la tameskinout, habits de cérémonie, se différencient l'une de l'autre par la largeur. La tenue est complétée par le tagoulmoust, voile indigo qui cache le visage. Les Arabes à leur arrivée en Afrique ont même nommé les Touaregs melathemîn (qui signifie les « voilés »). Le burnous est remplacé chez le Targui par le dokkáli, dont l'homme s'enveloppe les jours de grand froid.

## Patrimoine et politique
Après l'indépendance du pays, les activités liées à l'habillement et à la mode ont été longtemps ignorées par les autorités. Dans les années 1970, les industries lourdes ont été privilégiées par rapport aux industries légères et même l'industrie textile n'avait aucun rapport avec les savoir-faire et savoir-faire traditionnels. Contrairement à ses pays voisins, l'Algérie n'a pas beaucoup investi dans le tourisme. Le soutien apporté aux industries textiles artisanales afin de concevoir une image « authentique » susceptible d'attirer les touristes étrangers n'a pas été une priorité.
Le ministère algérien de la culture a privilégié les beaux-arts et relégué les arts appliqués au ministère du tourisme et de l'artisanat. Même si les agences d'artisanat ont commencé à mener plusieurs campagnes pour encourager l'artisanat local, mais aucune de ces initiatives n'était conçue comme une tentative politique de renforcer l'idée de l'habillement en tant qu'élément central de l'identité algérienne ou de développer tout type de discours nationaliste fondé sur la modernisation des traditions vestimentaires.
Cependant, toutes les variétés de vêtements vernaculaires étaient visibles en permanence dans le panorama culturel, soit à travers la télévision, soit à travers les représentations des troupes de danse folklorique, suivant le modèle est-européen. Mais, contrairement à ces pays socialistes d'Europe de l'Est, les musées n'organisent pas d'expositions ethnographiques ou historiques significatives traitant du costume traditionnel.
De plus, les costumes historiques ont souvent été abandonnés au fond des réserves des musées en raison du manque de spécialistes. À l'aube du XXIe siècle, alors que nombreux chercheurs de haut niveau ont été formés à l'international, les historiens et conservateurs du costume ou du textile se font encore rares en Algérie. Bien que la plupart des créateurs de mode algériens se soient toujours attachés à moderniser le patrimoine textile local au lieu d'inventer des approches vestimentaires radicalement nouvelles.
Après les années 1990, le Ministère de la Culture a engagé la mise en œuvre d'actions visant à promouvoir la diversité du patrimoine textile algérien. Le premier Festival national de l'habit traditionnel algérien a été lancé en 2011. Ces mesures visaient également à contrecarrer le fanatisme contre toutes les formes d'expression culturelle. La stratégie du ministère de la Culture ne visait pas à provoquer une réintégration des costumes algériens dans les habitudes quotidiennes des gens, mais à promouvoir les valeurs et les significations véhiculées par cette production culturelle.
En 2020, des journées du costume algérien ont été organisées par le ministère de la Culture sous le thème « Mon costume, ma mémoire, ma culture ». Cette exposition comprend des costumes traditionnels représentant différentes régions du pays, à l'instar du karakou, de la chedda de Tlemcen, de la djebba Kabyle, la djebba fergani et de la blousa.
En outre, la chedda de Tlemcen, le costume nuptial de la ville a été classée au patrimoine immatériel de l'humanité depuis 2012.
En 2020, la direction de la culture de la wilaya de Mostaganem a réalisé un inventaire de 35 costumes traditionnels locaux, notamment plusieurs modèles de blousa, et de cheddas de Mostaganem. La ville de Tlemcen abrite un centre d'interprétation du costume traditionnel algérien, situé au palais El Mechouar.
L'Algérie a soumis un dossier à l'UNESCO visant à promouvoir deux tenues traditionnelles en 2023 : mlahfa et gandoura. Cette demande, intitulée « Costume de cérémonie féminin de l'Est algérien : connaissances et savoir-faire liés à la couture et à la confection d'ornements : Mlahfa et Gandoura », vise à mettre en lumière les aspects culturels et artisanaux de ces tenues. En 2024, ces costumes ont été officiellement reconnus au patrimoine culturel immatériel de l’humanité par l'UNESCO.
Dans le cadre de cette demande, il a été présenter de manière détaillée les différents éléments composant la mlahfa et la gandoura. Parmi ces éléments figurent le qat et le qouit, ainsi que le mendil, l'ellehaf et les incrustations faites à la main. En outre, la demande comprend la présentation des bijoux traditionnels associés à ces tenues, tels que la chachia Soltani, les bijoux frontaux appelés jbin et Khit er rouh, ainsi que les ceintures (m'hazma, hzam) et d'autres pièces essentielles à l'ensemble du costume.

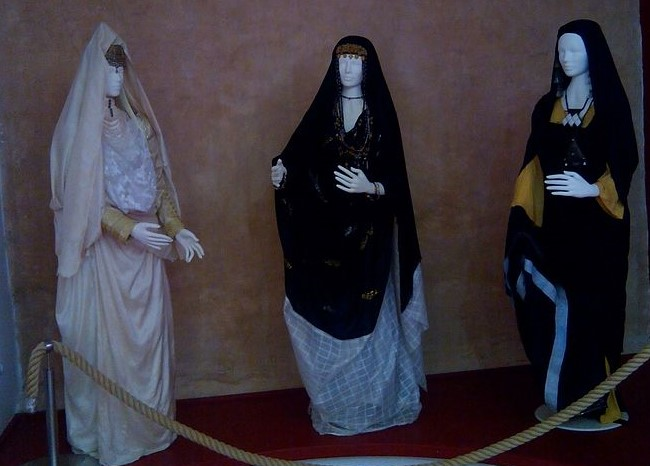
Costumes traditionnels, exposés dans un musée à Tlemcen.
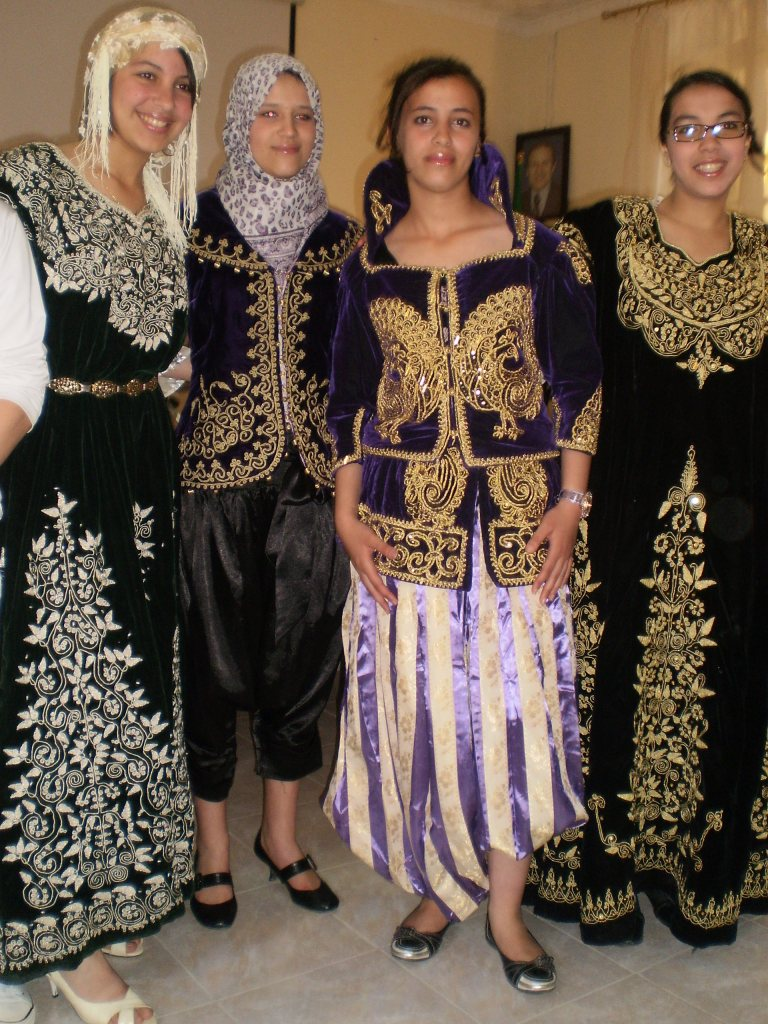
Habit féminin traditionnel revêtu à l'occasion par de jeunes lycéennes de Blida dans les années 2000.
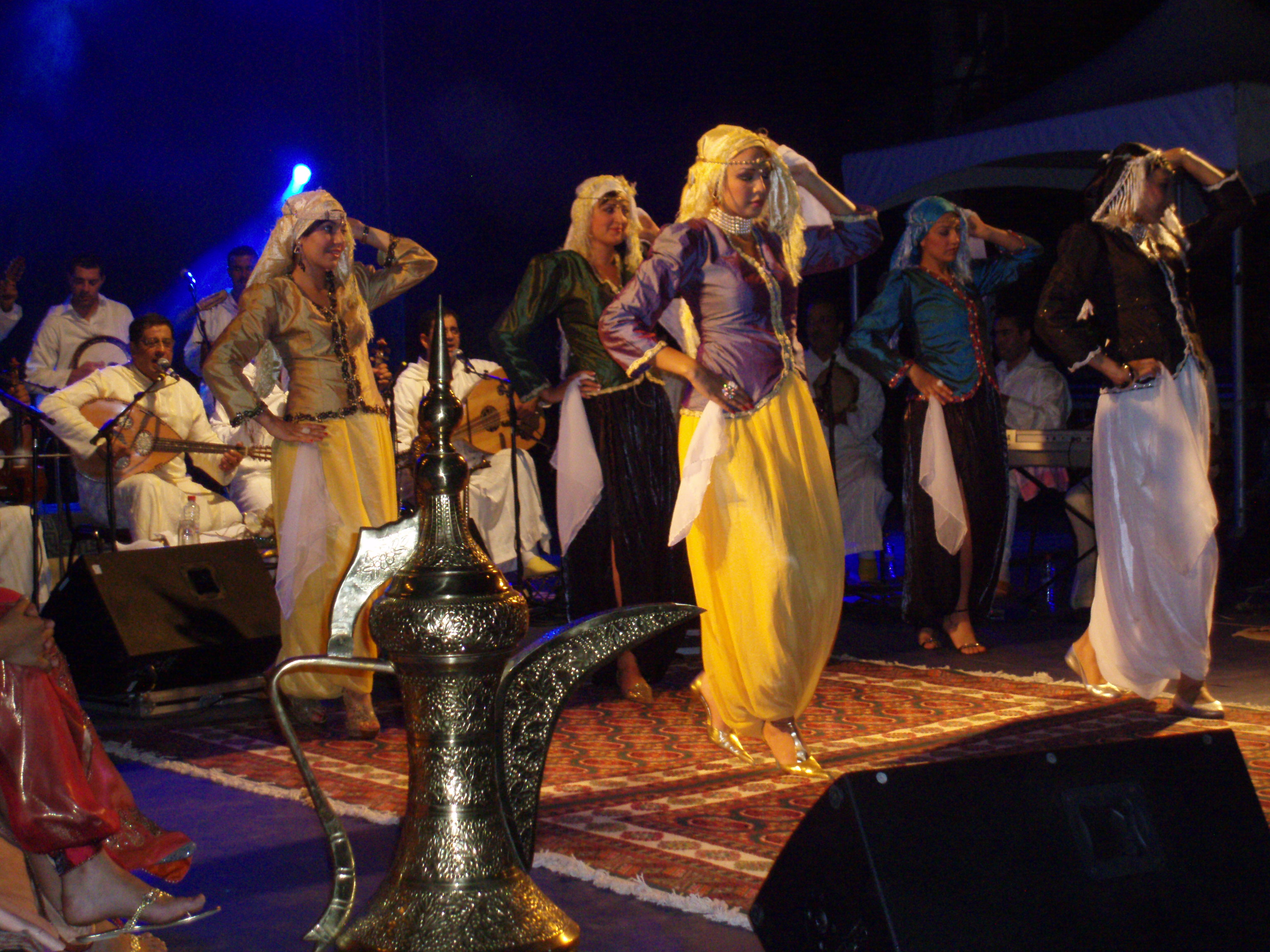
Orchestre féminin en tenues traditionnelles.